# Presidentens frihetsmedalj

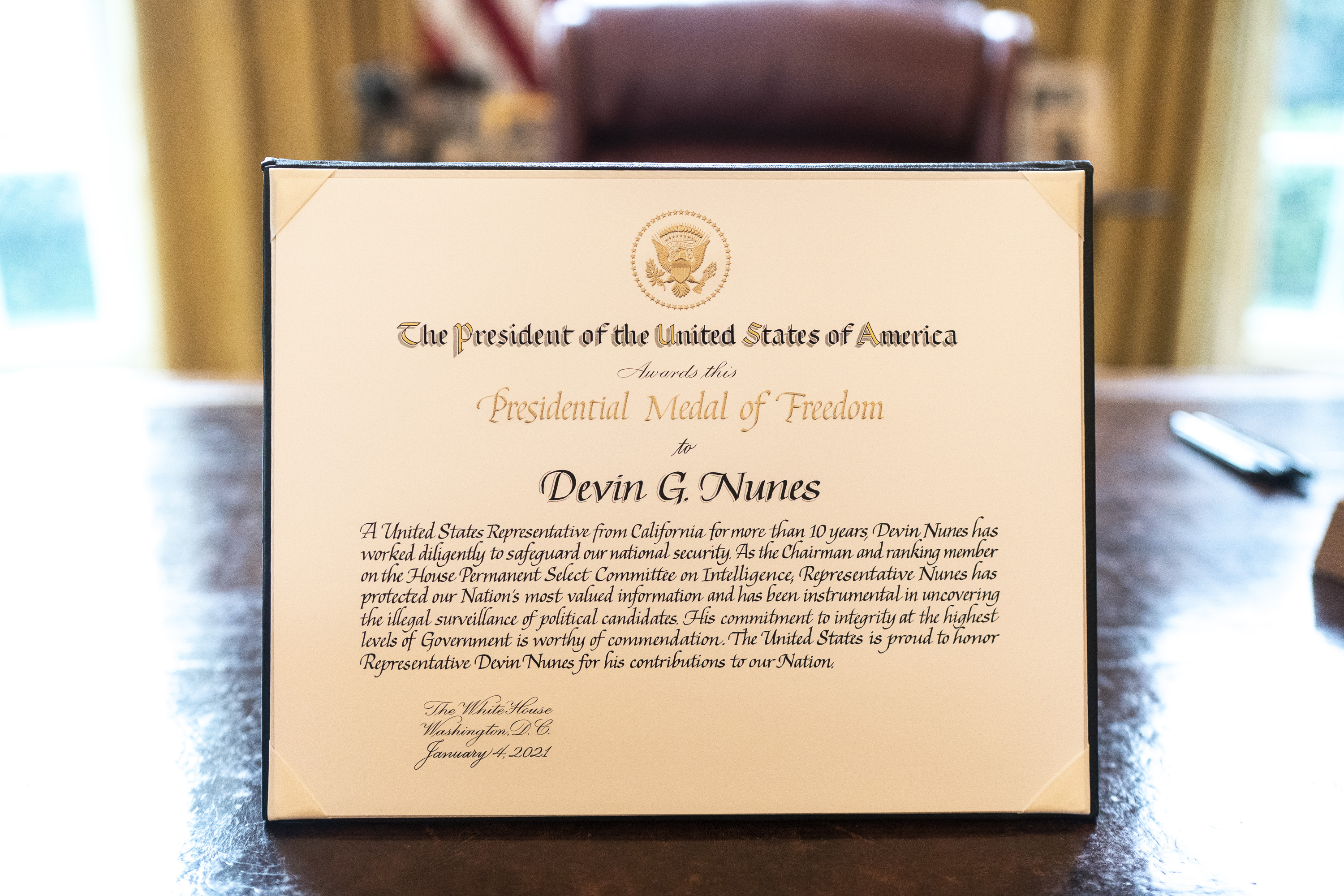
Certifikat för Frihetsmedaljen till Devin Nunes innan underskrift av president Donald Trump, 4 januari 2021.

Presidential Medal of Freedom (svenska: Presidentens frihetsmedalj) är USA:s främsta civila utmärkelse. USA:s president delar ut den efter eget gottfinnande till personer som gett ett särskilt anmärkningsvärt bidrag till den nationella säkerheten i USA, till världsfreden eller för kulturella eller andra offentliga eller privata ansträngningar. Medaljutdelningen brukar ske i Vita huset, antingen (beroende på väder och årstid) inomhus i östra rummet eller utomhus i rosenträdgården.
Medaljen inrättades av president John F. Kennedy 1963 genom att utfärda Executive Order 11085  och ersatte den tidigare "Frihetsmedaljen" som instiftades av Harry S. Truman 1945 för att hedra dem som tjänstgjort under andra världskriget.
Till skillnad från många andra amerikanska utmärkelser kan även icke-amerikaner belönas med presidentens frihetsmedalj. Den kan utdelas till samma person mer än en gång och kan även ges postumt, som till exempel till John F. Kennedy efter mordet. 
Enligt Executive Order 11085 utfärdas frihetsmedaljen i två grader, varav den högre benämns med tillägget with Distinction. Enbart 26 personer har tilldelats den högre graden.
- Presidential Medal of Freedom with Distinction
- Presidential Medal of Freedom

## Personer som tilldelats Frihetsmedaljen
- † – utdelades postumt

### Utdelade av John F. Kennedy
John F. Kennedy delade ut 29 medaljer under 1963.
| Mottagare                | År   | Notering                                       | Ref.        |
| ------------------------ | ---- | ---------------------------------------------- | ----------- |
| Marian Anderson          | 1963 |                                                | [ 4 ]       |
| Ralph Bunche             | 1963 | Presidential Medal of Freedom with Distinction | [ 5 ] [ 3 ] |
| Ellsworth Bunker         | 1963 |                                                | [ 5 ]       |
| Pablo Casals             | 1963 |                                                | [ 6 ]       |
| Genevieve Caulfield      | 1963 |                                                |             |
| James B. Conant          | 1963 | Presidential Medal of Freedom with Distinction | [ 3 ]       |
| John Franklin Enders     | 1963 |                                                |             |
| Felix Frankfurter        | 1963 |                                                | [ 5 ]       |
| Robert J. H. Kiphuth     | 1963 |                                                |             |
| Edwin H. Land            | 1963 |                                                |             |
| Herbert H. Lehman †      | 1963 |                                                |             |
| Robert A. Lovett         | 1963 | Presidential Medal of Freedom with Distinction | [ 3 ]       |
| J. Clifford MacDonald    | 1963 |                                                |             |
| John J. McCloy           | 1963 | Presidential Medal of Freedom with Distinction | [ 3 ]       |
| George Meany             | 1963 |                                                | [ 5 ]       |
| Alexander Meiklejohn     | 1963 |                                                |             |
| Ludwig Mies van der Rohe | 1963 |                                                | [ 5 ]       |
| Jean Monnet              | 1963 | Presidential Medal of Freedom with Distinction | [ 3 ]       |
| Luis Muñoz Marín         | 1963 | Presidential Medal of Freedom with Distinction | [ 3 ]       |
| Clarence B. Randall      | 1963 |                                                | [ 7 ]       |
| Rudolf Serkin            | 1963 |                                                |             |
| Edward Steichen          | 1963 |                                                |             |
| George W. Taylor         | 1963 |                                                |             |
| Alan Tower Waterman      | 1963 |                                                |             |
| Annie Dodge Wauneka      | 1963 |                                                | [ 8 ]       |
| E. B. White              | 1963 |                                                |             |
| Thornton Wilder          | 1963 |                                                |             |
| Edmund Wilson            | 1963 |                                                |             |
| Andrew Wyeth             | 1963 |                                                |             |

### Utdelade av Lyndon B. Johnson

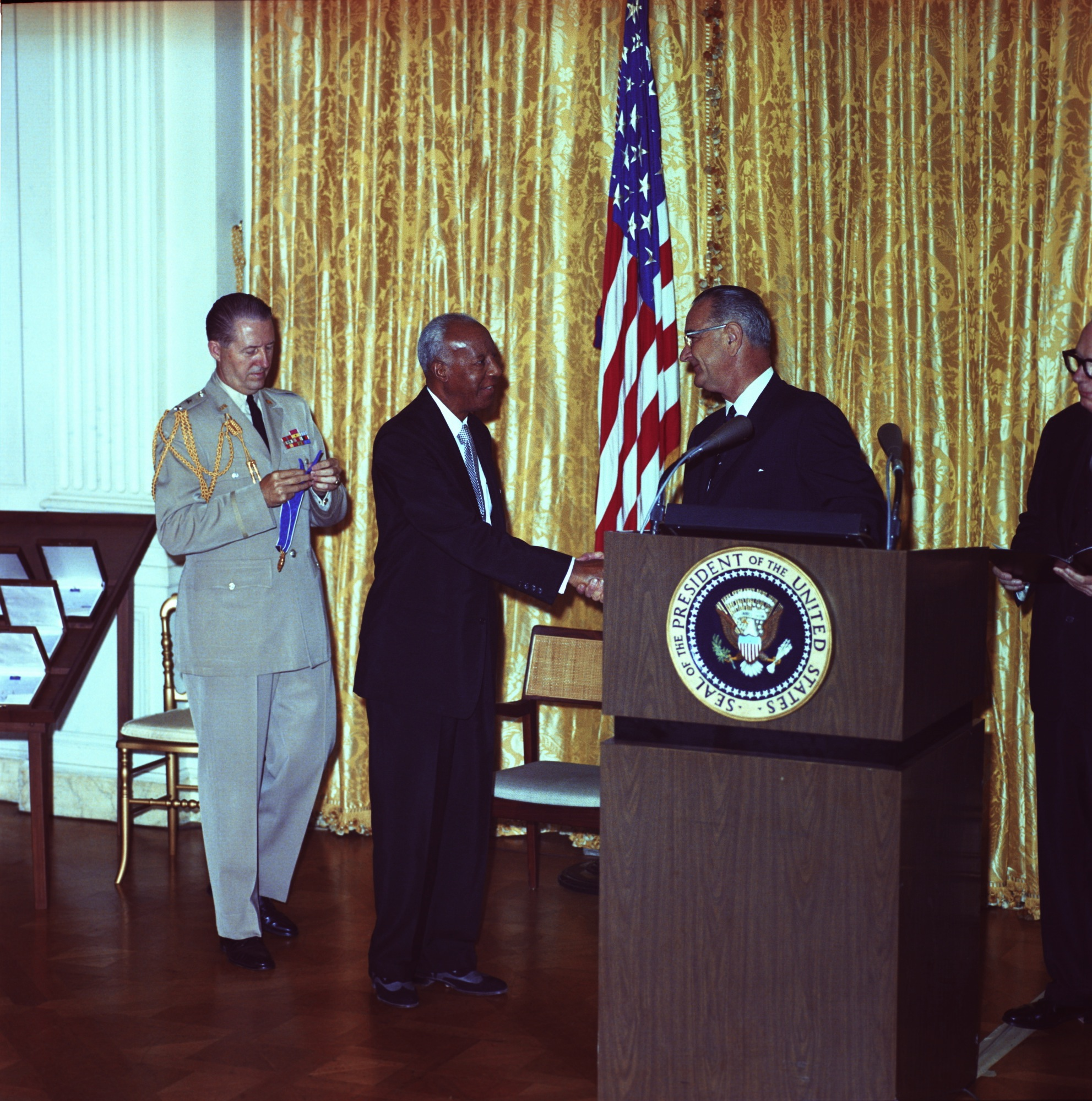
A. Philip Randolph erhåller medaljen från Lyndon B. Johnson, 13 september 1964.

Lyndon B. Johnson delade ut 47 medaljer mellan 1963 och 1969.
| Mottagare            | År   | Notering                                       | Ref.   |
| -------------------- | ---- | ---------------------------------------------- | ------ |
| Ellsworth Bunker     | 1963 |                                                | [ 5 ]  |
| Karl Holton          | 1963 |                                                | [ 5 ]  |
| Johannes XXIII †     | 1963 |                                                | [ 5 ]  |
| John F. Kennedy †    | 1963 |                                                | [ 1 ]  |
| Mark S. Watson       | 1963 |                                                | [ 5 ]  |
| Dean Acheson         | 1964 | Presidential Medal of Freedom with Distinction | [ 3 ]  |
| Detlev Bronk         | 1964 |                                                |        |
| Aaron Copland        | 1964 |                                                |        |
| Walt Disney          | 1964 |                                                | [ 9 ]  |
| J. Frank Dobie       | 1964 |                                                |        |
| Lena Frances Edwards | 1964 |                                                |        |
| T. S. Eliot          | 1964 |                                                |        |
| Lynn Fontanne        | 1964 |                                                | [ 9 ]  |
| John W. Gardner      | 1964 |                                                |        |
| Theodore Hesburgh    | 1964 |                                                |        |
| Clarence Johnson     | 1964 |                                                |        |
| Frederick Kappel     | 1964 |                                                |        |
| Helen Keller         | 1964 |                                                |        |
| John L. Lewis        | 1964 |                                                |        |
| Walter Lippmann      | 1964 |                                                |        |
| Alfred Lunt          | 1964 |                                                | [ 9 ]  |
| Ralph McGill         | 1964 |                                                |        |
| Samuel Eliot Morison | 1964 |                                                |        |
| Lewis Mumford        | 1964 |                                                |        |
| Edward R. Murrow     | 1964 | Presidential Medal of Freedom with Distinction | [ 3 ]  |
| Reinhold Niebuhr     | 1964 |                                                |        |
| Leontyne Price       | 1964 |                                                |        |
| A. Philip Randolph   | 1964 |                                                |        |
| Carl Sandburg        | 1964 |                                                |        |
| John Steinbeck       | 1964 |                                                |        |
| Helen B. Taussig     | 1964 |                                                |        |
| Carl Vinson          | 1964 | Presidential Medal of Freedom with Distinction | [ 3 ]  |
| Thomas Watson Jr.    | 1964 |                                                |        |
| Paul Dudley White    | 1964 |                                                |        |
| Willem de Kooning    | 1964 |                                                | [ 10 ] |
| Robert Komer         | 1967 |                                                |        |
| Eugene M. Locke      | 1967 |                                                |        |
| Robert McNamara      | 1968 |                                                |        |
| James E. Webb        | 1968 |                                                | [ 11 ] |
| Clark Clifford       | 1969 | Presidential Medal of Freedom with Distinction | [ 3 ]  |
| Ralph Ellison        | 1969 |                                                |        |
| Bob Hope             | 1969 |                                                | [ 12 ] |
| Gregory Peck         | 1969 |                                                |        |
| Dean Rusk            | 1969 | Presidential Medal of Freedom with Distinction | [ 3 ]  |
| Merriman Smith       | 1969 |                                                | [ 13 ] |
| William S. White     | 1969 |                                                |        |
| Roy Wilkins          | 1969 |                                                | [ 13 ] |

### Utdelade av Richard Nixon

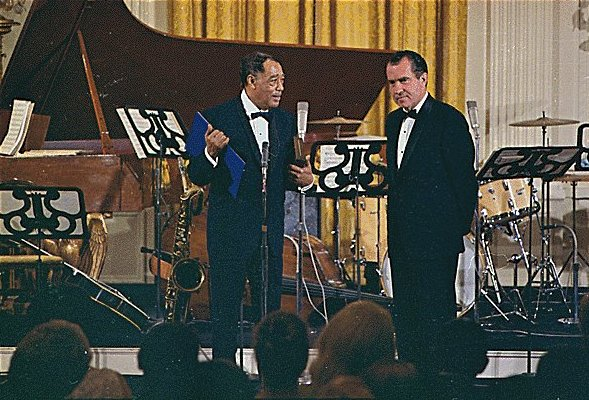
Duke Ellington erhöll frihetsmedaljen från Richard Nixon, 29 april 1969.

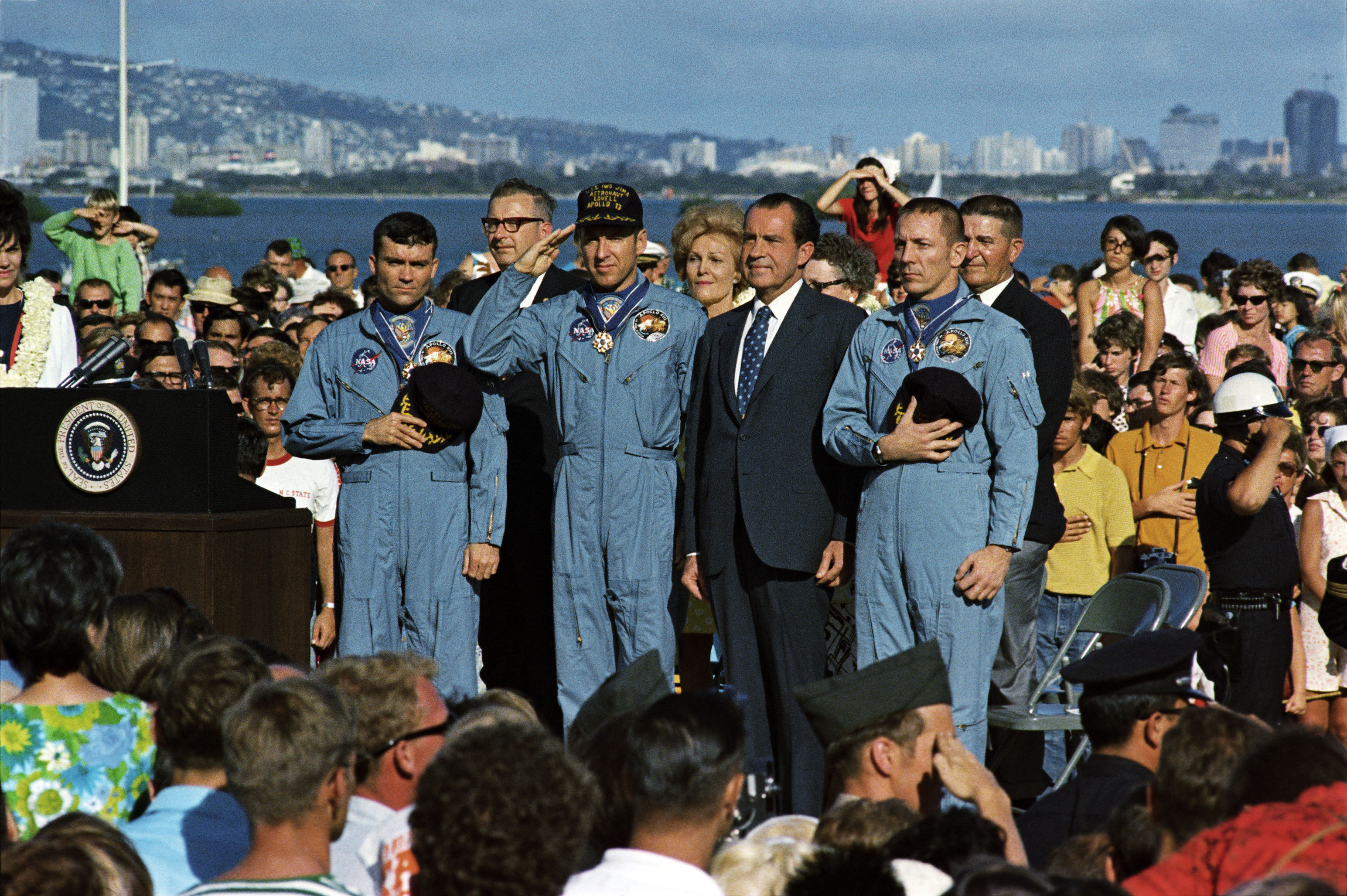
Astronauterna i Apollo 13 erhöll varsin frihetsmedalj från president Nixon, 17 april 1970.

Richard Nixon delade ut 38 medaljer mellan 1969 och 1974.
| Mottagare               | År   | Notering                                       | Ref.         |
| ----------------------- | ---- | ---------------------------------------------- | ------------ |
| Buzz Aldrin             | 1969 | Presidential Medal of Freedom with Distinction | [ 3 ]        |
| Neil Armstrong          | 1969 | Presidential Medal of Freedom with Distinction | [ 14 ] [ 3 ] |
| Eugene R. Black Sr.     | 1969 |                                                |              |
| McGeorge Bundy          | 1969 |                                                |              |
| Michael Collins         | 1969 | Presidential Medal of Freedom with Distinction | [ 14 ] [ 3 ] |
| Michael DeBakey         | 1969 |                                                |              |
| David Dubinsky          | 1969 |                                                |              |
| Duke Ellington          | 1969 |                                                |              |
| Henry Ford II           | 1969 |                                                |              |
| W. Averell Harriman     | 1969 | Presidential Medal of Freedom with Distinction | [ 3 ]        |
| Edgar Kaiser            | 1969 |                                                |              |
| Mary Lasker             | 1969 |                                                |              |
| John Macy               | 1969 |                                                |              |
| Laurance Rockefeller    | 1969 |                                                |              |
| Walt Whitman Rostow     | 1969 |                                                |              |
| Cyrus Vance             | 1969 |                                                |              |
| Whitney Young           | 1969 |                                                |              |
| Earl Charles Behrens    | 1970 |                                                | [ 15 ]       |
| Fred Haise              | 1970 |                                                | [ 16 ]       |
| William Henry           | 1970 |                                                | [ 15 ]       |
| Arthur Krock            | 1970 |                                                | [ 15 ]       |
| David Lawrence          | 1970 |                                                | [ 15 ]       |
| G. Gould Lincoln        | 1970 |                                                | [ 15 ]       |
| Jim Lovell              | 1970 |                                                | [ 16 ]       |
| Mission Operations Team | 1970 |                                                | [ 17 ]       |
| Raymond Moley           | 1970 |                                                | [ 15 ]       |
| Eugene Ormandy          | 1970 |                                                |              |
| Adela Rogers St. Johns  | 1970 |                                                | [ 15 ]       |
| Jack Swigert            | 1970 |                                                | [ 16 ]       |
| Manlio Brosio           | 1971 |                                                |              |
| Samuel Goldwyn          | 1971 |                                                |              |
| William J. Hopkins      | 1971 |                                                |              |
| John Paul Vann †        | 1972 |                                                |              |
| DeWitt Wallace          | 1972 |                                                |              |
| Lila Acheson Wallace    | 1972 |                                                |              |
| John Ford               | 1973 |                                                |              |
| William P. Rogers       | 1973 |                                                |              |
| Charles Lowman          | 1974 |                                                | [ 18 ]       |

### Utdelade av Gerald Ford

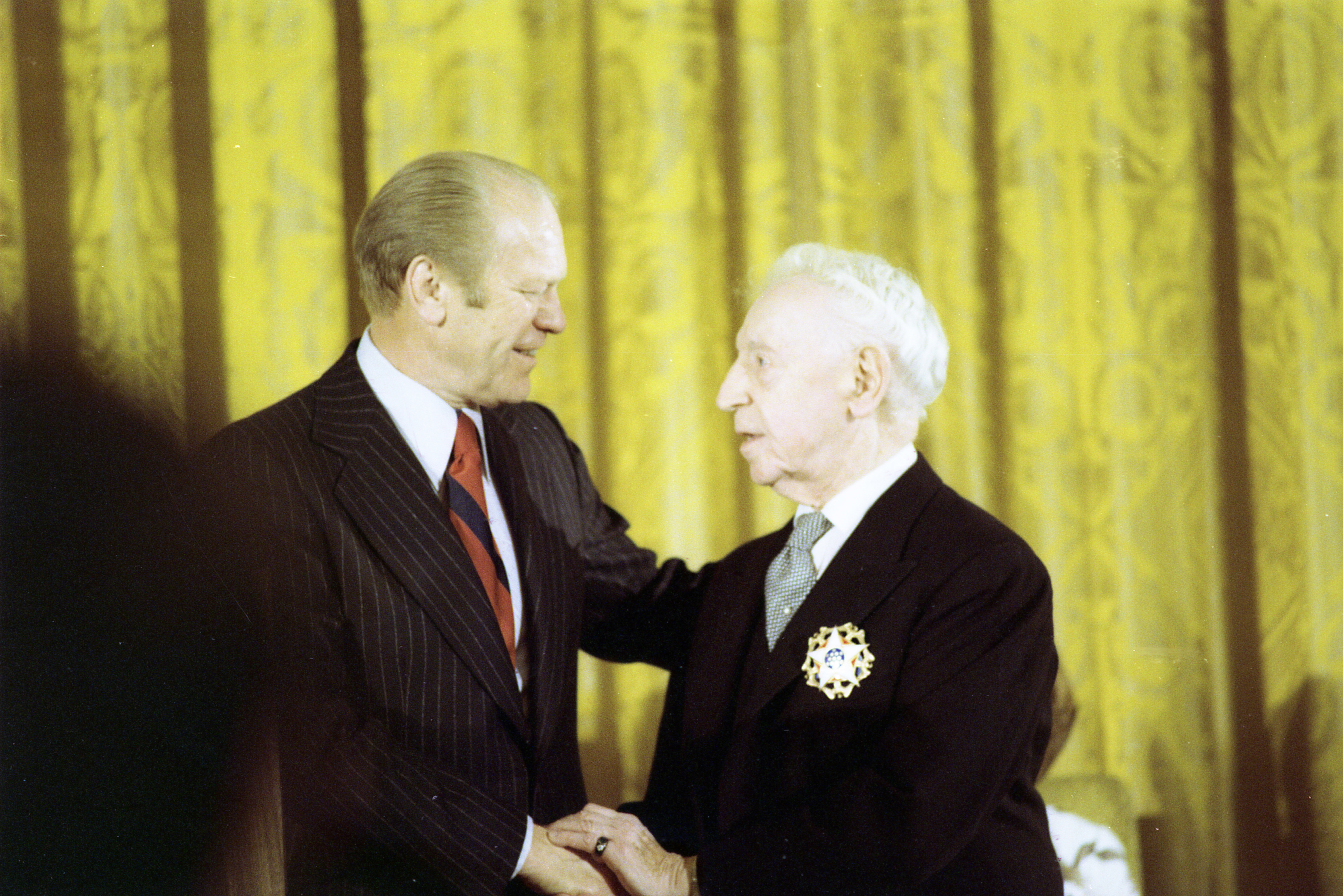
Pianisten Arthur Rubinstein erhöll frihetsmedaljen från Gerald Ford, 31 mars 1976.

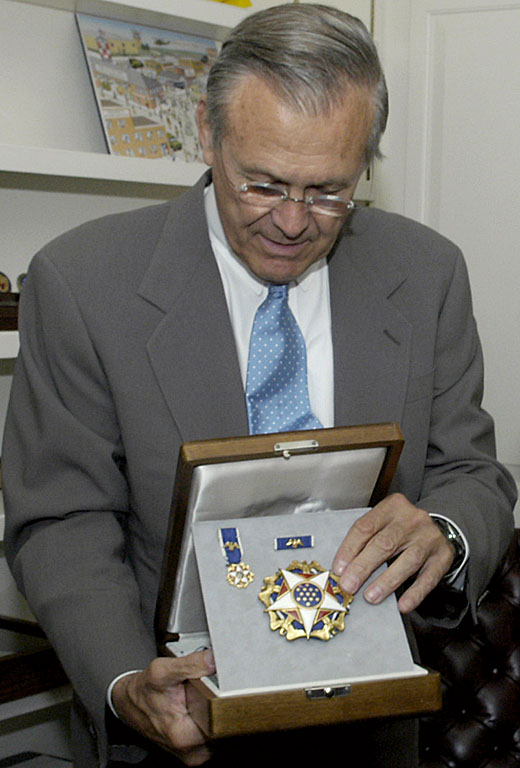
USA:s försvarsminister Donald Rumsfeld visar 2004 upp det etui med frihetsmedaljen som han tilldelades av president Gerald Ford 1977.

Gerald Ford delade ut 30 medaljer mellan 1974 och 1977.
| Mottagare               | År   | Notering                                       | Ref.         |
| ----------------------- | ---- | ---------------------------------------------- | ------------ |
| Paul G. Hoffman         | 1974 |                                                |              |
| Melvin Laird            | 1974 |                                                |              |
| David K. E. Bruce       | 1976 | Presidential Medal of Freedom with Distinction | [ 3 ]        |
| Martha Graham           | 1976 | Presidential Medal of Freedom with Distinction | [ 19 ] [ 3 ] |
| Jesse Owens             | 1976 |                                                | [ 20 ]       |
| Arthur Rubinstein       | 1976 | Presidential Medal of Freedom with Distinction | [ 21 ] [ 3 ] |
| Iorwith Wilbur Abel     | 1977 |                                                |              |
| John Bardeen            | 1977 |                                                |              |
| Irving Berlin           | 1977 |                                                | [ 21 ]       |
| Norman Borlaug          | 1977 |                                                |              |
| Omar Bradley            | 1977 |                                                | [ 21 ]       |
| Arleigh Burke           | 1977 |                                                |              |
| Alexander Calder †      | 1977 |                                                | [ 19 ]       |
| Bruce Catton            | 1977 |                                                |              |
| Joe DiMaggio            | 1977 |                                                | [ 21 ]       |
| Ariel Durant            | 1977 |                                                |              |
| Will Durant             | 1977 |                                                | [ 19 ]       |
| Arthur Fiedler          | 1977 |                                                | [ 21 ]       |
| Henry Friendly          | 1977 |                                                |              |
| Lady Bird Johnson       | 1977 |                                                | [ 22 ]       |
| Henry Kissinger         | 1977 |                                                |              |
| Archibald MacLeish      | 1977 |                                                | [ 19 ]       |
| James A. Michener       | 1977 |                                                | [ 19 ]       |
| Georgia O'Keeffe        | 1977 |                                                | [ 23 ]       |
| Nelson Rockefeller      | 1977 |                                                | [ 19 ]       |
| Norman Rockwell         | 1977 |                                                | [ 19 ]       |
| Donald Rumsfeld         | 1977 | Presidential Medal of Freedom with Distinction | [ 3 ]        |
| Catherine Filene Shouse | 1977 |                                                |              |
| Lowell Thomas           | 1977 |                                                | [ 19 ]       |
| James Watson            |      | 1977                                           |              |

### Utdelade av Jimmy Carter

President Jimmy Carter tilldelade fotografen och författarinnan Eudora Welty frihetsmedalje, 6 juni 1980.

Jimmy Carter delade ut 30 medaljer mellan 1977 och 1981.
| Mottagare                | År   | Notering | Ref.   |
| ------------------------ | ---- | -------- | ------ |
| Martin Luther King Jr. † | 1977 |          |        |
| Jonas Salk               | 1977 |          |        |
| Arthur Goldberg          | 1978 |          |        |
| Margaret Mead †          | 1979 |          | [ 24 ] |
| Ansel Adams              | 1980 |          | [ 25 ] |
| Horace M. Albright       | 1980 |          | [ 26 ] |
| Rachel Carson †          | 1980 |          | [ 25 ] |
| Lucia Chase              | 1980 |          | [ 25 ] |
| Hubert Humphrey †        | 1980 |          | [ 25 ] |
| Iakovos                  | 1980 |          | [ 25 ] |
| Lyndon B. Johnson †      | 1980 |          | [ 25 ] |
| Clarence Mitchell Jr.    | 1980 |          | [ 25 ] |
| Roger Tory Peterson      | 1980 |          | [ 25 ] |
| Hyman G. Rickover        | 1980 |          | [ 25 ] |
| Beverly Sills            | 1980 |          | [ 25 ] |
| Robert Penn Warren       | 1980 |          | [ 25 ] |
| John Wayne †             | 1980 |          | [ 25 ] |
| Eudora Welty             | 1980 |          | [ 25 ] |
| Tennessee Williams       | 1980 |          | [ 25 ] |
| Roger Nash Baldwin       | 1981 |          | [ 27 ] |
| Zbigniew Brzezinski      | 1981 |          | [ 27 ] |
| Walter Cronkite          | 1981 |          | [ 27 ] |
| Kirk Douglas             | 1981 |          | [ 27 ] |
| Margaret McNamara        | 1981 |          | [ 27 ] |
| Esther Peterson          | 1981 |          | [ 27 ] |
| Gerard C. Smith          | 1981 |          | [ 27 ] |
| Robert S. Strauss        | 1981 |          | [ 27 ] |
| Elbert Tuttle            | 1981 |          | [ 27 ] |
| Earl Warren †            | 1981 |          | [ 27 ] |
| Andrew Young             | 1981 |          | [ 27 ] |

### Utdelade av Ronald Reagan

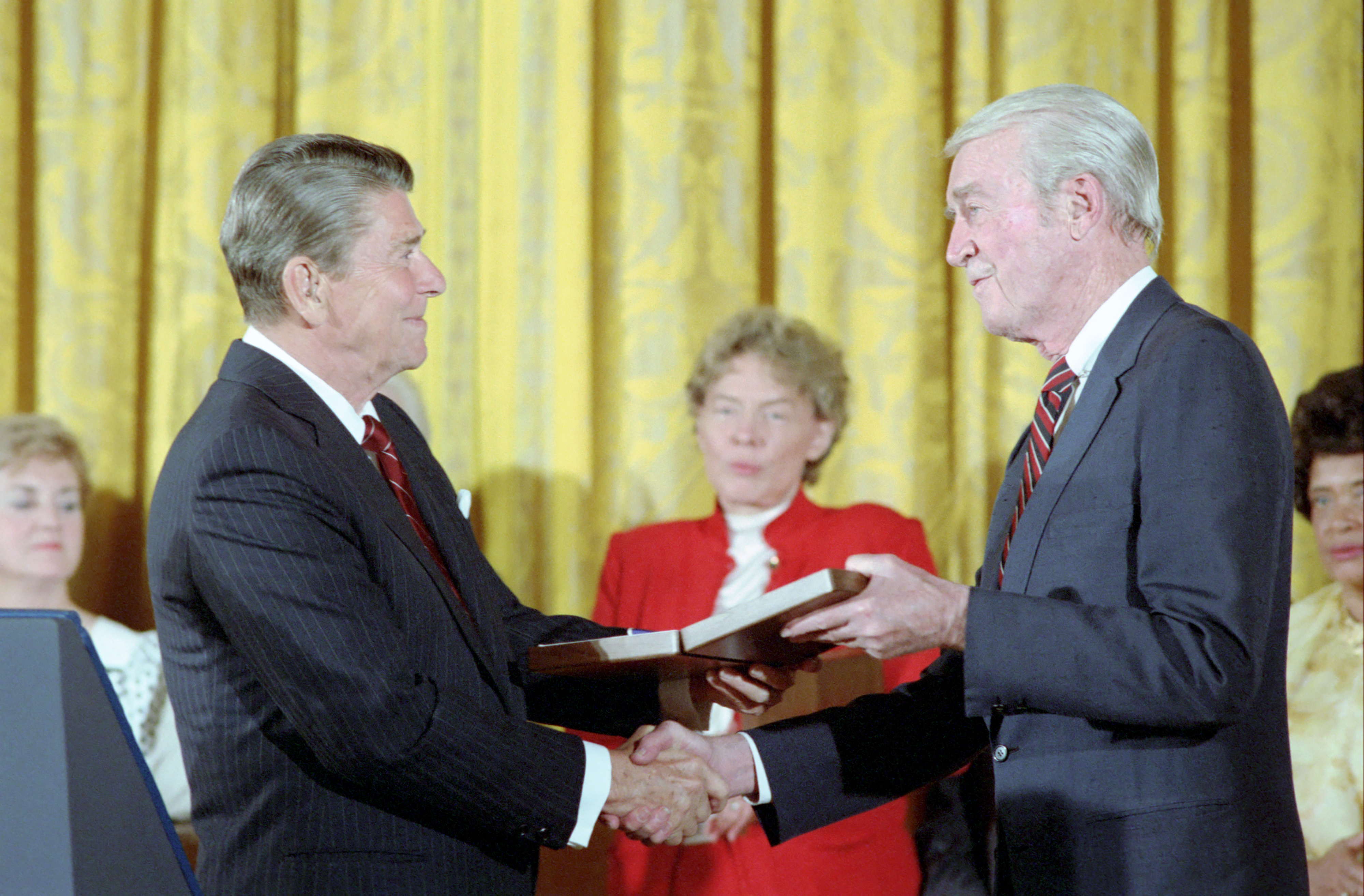
Jimmy Stewart tilldelades frihetsmedaljen av president Ronald Reagan, 23 maj 1985.

Moder Teresa tilldelas Frihetsmedaljen av president Reagan, 20 juni 1985.

Pianisten Vladimir Horowitz, 28 juli 1986.

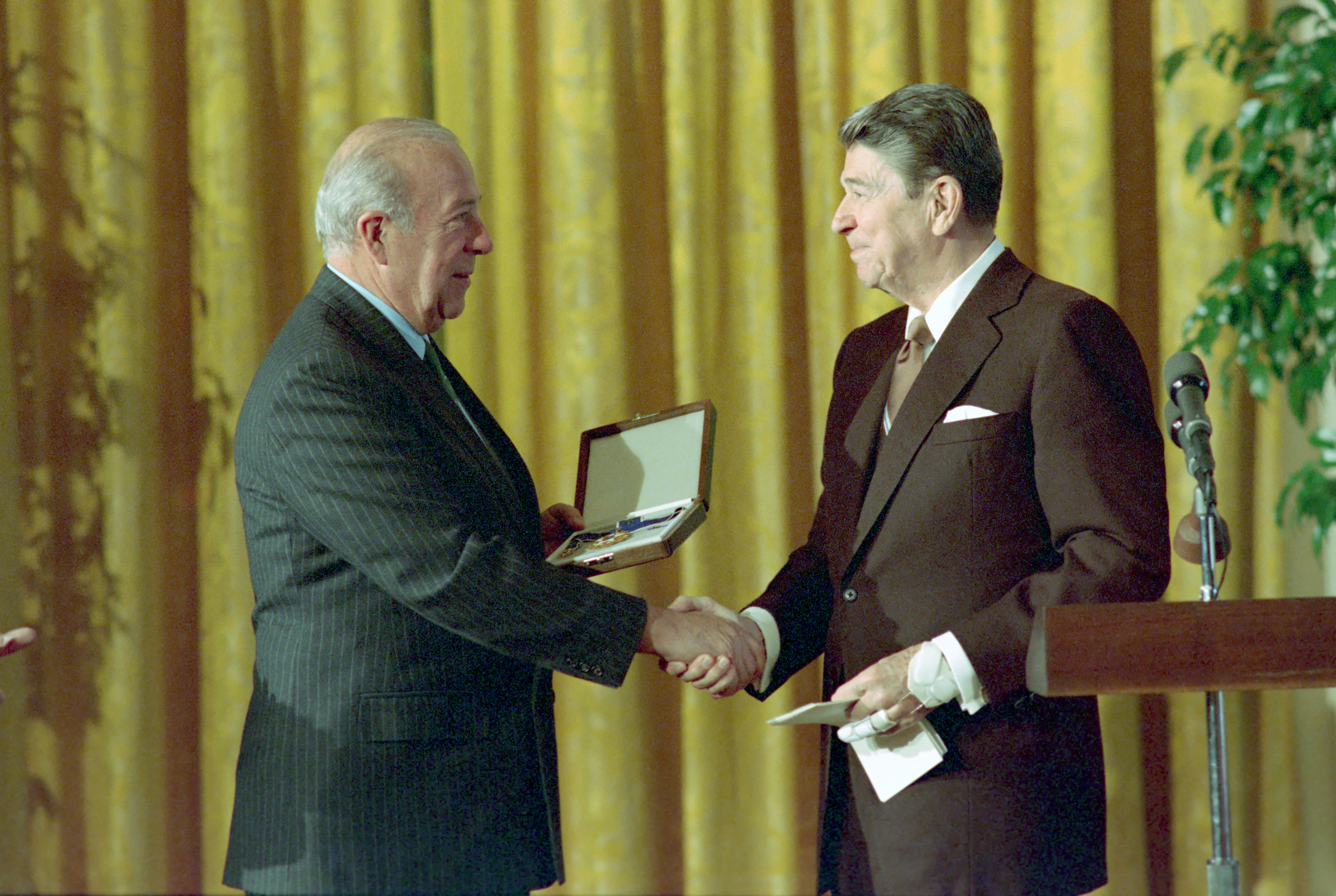
USA:s utrikesminister George Shultz, 19 januari 1989.

Ronald Reagan delade ut 100 medaljer mellan 1981 och 1989.
| Mottagare                  | År   | Notering                                       | Ref.          |
| -------------------------- | ---- | ---------------------------------------------- | ------------- |
| Eubie Blake                | 1981 |                                                |               |
| Harold Brown               | 1981 |                                                |               |
| Warren Christopher         | 1981 |                                                |               |
| Ella Grasso †              | 1981 |                                                |               |
| Bryce Harlow               | 1981 |                                                |               |
| Walter Judd                | 1981 |                                                |               |
| Morris I. Leibman          | 1981 |                                                |               |
| Karl Menninger             | 1981 |                                                |               |
| Edmund Muskie              | 1981 |                                                |               |
| Tex Thornton               | 1981 |                                                |               |
| Philip Habib               | 1982 |                                                |               |
| Eric Hoffer                | 1982 |                                                |               |
| Kate Smith                 | 1982 |                                                |               |
| George Balanchine          | 1983 |                                                | [ 28 ]        |
| Clare Boothe Luce          | 1983 |                                                | [ 21 ]        |
| Bear Bryant †              | 1983 |                                                |               |
| James Burnham              | 1983 |                                                | [ 21 ]        |
| James E. Cheek             | 1983 |                                                |               |
| Buckminster Fuller         | 1983 |                                                | [ 29 ]        |
| Billy Graham               | 1983 |                                                |               |
| Jacob Javits               | 1983 |                                                | [ 21 ]        |
| Dumas Malone               | 1983 |                                                |               |
| Mabel Mercer               | 1983 |                                                |               |
| Simon Ramo                 | 1983 |                                                |               |
| Howard Baker               | 1984 |                                                | [ 30 ]        |
| James Cagney               | 1984 |                                                | [ 30 ]        |
| Whittaker Chambers †       | 1984 |                                                | [ 31 ] [ 32 ] |
| Leo Cherne                 | 1984 |                                                | [ 21 ]        |
| Terence Cooke †            | 1984 |                                                |               |
| Denton Cooley              | 1984 |                                                | [ 30 ]        |
| Tennessee Ernie Ford       | 1984 |                                                | [ 30 ]        |
| Hector Garcia              | 1984 |                                                | [ 30 ]        |
| Andrew Goodpaster          | 1984 |                                                | [ 33 ]        |
| Henry M. Jackson †         | 1984 |                                                |               |
| Lincoln Kirstein           | 1984 |                                                | [ 30 ]        |
| Louis L'Amour              | 1984 |                                                | [ 30 ]        |
| Joseph Luns                | 1984 |                                                |               |
| Norman Vincent Peale       | 1984 |                                                | [ 30 ]        |
| Jackie Robinson †          | 1984 |                                                | [ 30 ]        |
| Carlos P. Romulo           | 1984 |                                                |               |
| Eunice Kennedy Shriver     | 1984 |                                                | [ 30 ]        |
| Anwar el-Sadat †           | 1984 |                                                | [ 34 ]        |
| Count Basie †              | 1985 |                                                |               |
| Albert Coady Wedemeyer     | 1985 |                                                |               |
| Jacques Cousteau           | 1985 |                                                |               |
| Jerome H. Holland †        | 1985 |                                                |               |
| Sidney Hook                | 1985 |                                                | [ 21 ]        |
| Jeane Kirkpatrick          | 1985 |                                                |               |
| George Low †               | 1985 |                                                |               |
| Paul Nitze                 | 1985 |                                                |               |
| Frank Reynolds †           | 1985 |                                                |               |
| Frank Sinatra              | 1985 |                                                |               |
| James Stewart              | 1985 |                                                |               |
| Moder Teresa               | 1985 |                                                |               |
| Juan Trippe †              | 1985 |                                                |               |
| Albert Wohlstetter         | 1985 |                                                |               |
| Roberta Wohlstetter        | 1985 |                                                |               |
| Chuck Yeager               | 1985 |                                                |               |
| Walter Annenberg           | 1986 |                                                |               |
| Earl Blaik                 | 1986 |                                                |               |
| Barry Goldwater            | 1986 |                                                |               |
| Helen Hayes                | 1986 |                                                |               |
| Vladimir Horowitz          | 1986 |                                                |               |
| Matthew Ridgway            | 1986 |                                                |               |
| Joseph Rochefort †         | 1986 |                                                |               |
| Vermont C. Royster         | 1986 |                                                |               |
| Albert Sabin               | 1986 |                                                |               |
| An Wang                    | 1986 |                                                |               |
| Anne Armstrong             | 1987 |                                                |               |
| Justin Whitlock Dart Sr. † | 1987 |                                                |               |
| Irving Kaufman             | 1987 |                                                |               |
| Danny Kaye †               | 1987 |                                                |               |
| Lyman Lemnitzer            | 1987 |                                                |               |
| John A. McCone             | 1987 |                                                |               |
| Frederick Patterson        | 1987 |                                                |               |
| Mstislav Rostropovich      | 1987 |                                                |               |
| William B. Walsh           | 1987 |                                                |               |
| Caspar Weinberger          | 1987 | Presidential Medal of Freedom with Distinction | [ 3 ]         |
| Meredith Willson †         | 1987 |                                                |               |
| Pearl Bailey               | 1988 |                                                |               |
| Malcolm Baldrige †         | 1988 |                                                |               |
| Irving Brown               | 1988 |                                                |               |
| Warren E. Burger           | 1988 |                                                |               |
| Peter Carington            | 1988 |                                                |               |
| Edward DeBartolo           | 1988 |                                                |               |
| Milton Friedman            | 1988 |                                                |               |
| Jean MacArthur             | 1988 |                                                |               |
| J. Willard Marriott †      | 1988 |                                                |               |
| David Packard              | 1988 |                                                |               |
| Roger L. Stevens           | 1988 |                                                |               |

### Utdelade av George H. W. Bush

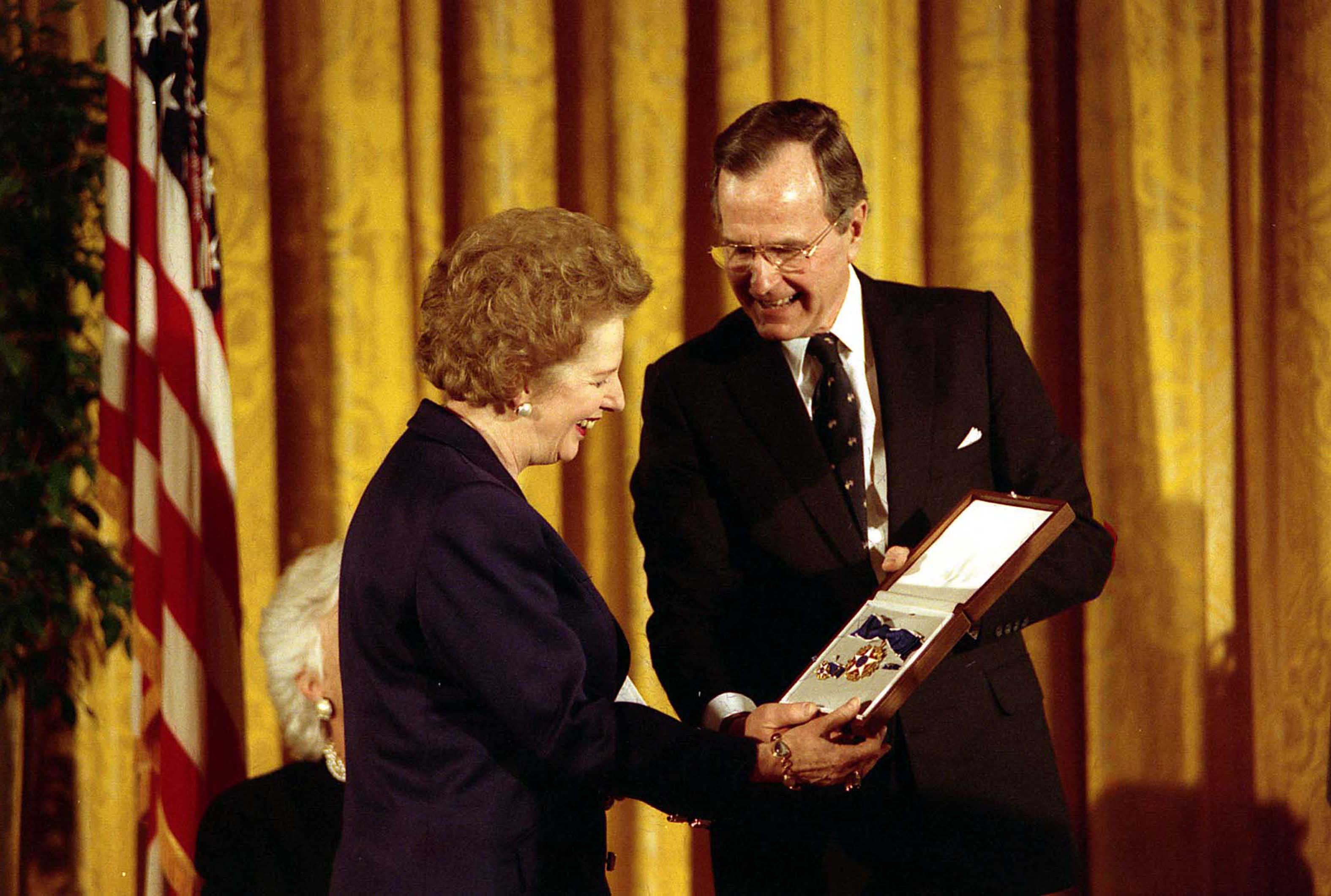
Margaret Thatcher mottog Frihetsmedaljen från president George H.W. Bush 1991.

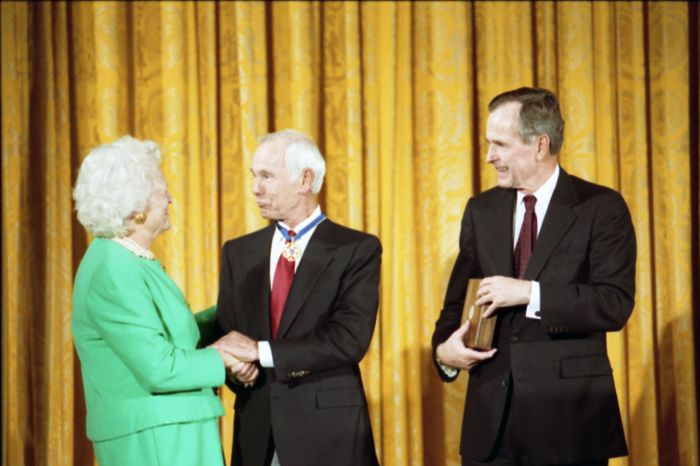
Pratshowvärden Johnny Carson erhöll frihetsmedaljen, 10 december 1992.

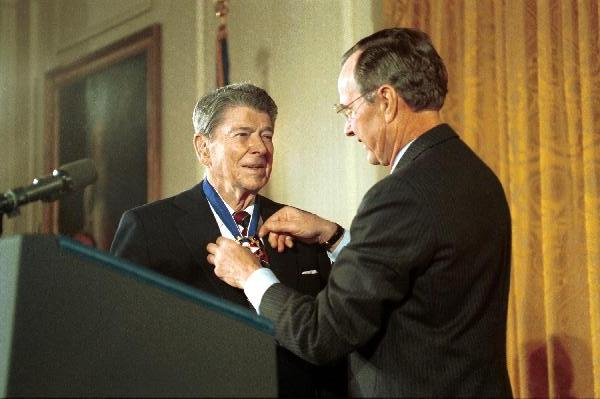
President Bush gav frihetsmedaljen till sin företrädare i ämbetet, 13 januari 1993.

George H. W. Bush delade ut 42 medaljer mellan 1989 och 1993.
| Mottagare               | År   | Notering                                       | Ref.         |
| ----------------------- | ---- | ---------------------------------------------- | ------------ |
| Lucille Ball †          | 1989 |                                                |              |
| C. Douglas Dillon       | 1989 |                                                |              |
| Jimmy Doolittle         | 1989 |                                                |              |
| George F. Kennan        | 1989 |                                                |              |
| Mike Mansfield          | 1989 |                                                |              |
| Claude Pepper           | 1989 |                                                |              |
| George Shultz           | 1989 |                                                |              |
| Margaret Chase Smith    | 1989 |                                                |              |
| Lech Wałęsa             | 1989 |                                                |              |
| Walker Hancock          | 1990 |                                                | [ 35 ]       |
| James Baker             | 1991 |                                                |              |
| William F. Buckley Jr.  | 1991 |                                                |              |
| Dick Cheney             | 1991 |                                                | [ 36 ]       |
| Luis A. Ferré           | 1991 |                                                |              |
| Betty Ford              | 1991 |                                                | [ 37 ]       |
| Hanna Holborn Gray      | 1991 |                                                |              |
| Friedrich Hayek         | 1991 |                                                |              |
| Tip O'Neill             | 1991 |                                                |              |
| Colin Powell            | 1991 |                                                |              |
| Javier Pérez de Cuéllar | 1991 |                                                |              |
| Norman Schwarzkopf Jr.  | 1991 |                                                |              |
| Brent Scowcroft         | 1991 |                                                |              |
| Leon Sullivan           | 1991 |                                                |              |
| Margaret Thatcher       | 1991 |                                                |              |
| Russell E. Train        | 1991 |                                                |              |
| Vernon A. Walters       | 1991 |                                                |              |
| William Webster         | 1991 |                                                |              |
| Ted Williams            | 1991 |                                                |              |
| David Brinkley          | 1992 |                                                |              |
| Johnny Carson           | 1992 |                                                |              |
| Ella Fitzgerald         | 1992 |                                                |              |
| Audrey Hepburn          | 1992 |                                                |              |
| Richard Petty           | 1992 |                                                |              |
| Harry W. Shlaudeman     | 1992 |                                                |              |
| Isaac Stern             | 1992 |                                                |              |
| John W. Vessey          | 1992 |                                                |              |
| Sam Walton              | 1992 |                                                |              |
| Elie Wiesel             | 1992 |                                                |              |
| I. M. Pei               | 1993 |                                                | [ 38 ]       |
| Ronald Reagan           | 1993 | Presidential Medal of Freedom with Distinction | [ 39 ] [ 3 ] |
| Strom Thurmond          | 1993 |                                                |              |

### Utdelade av Bill Clinton

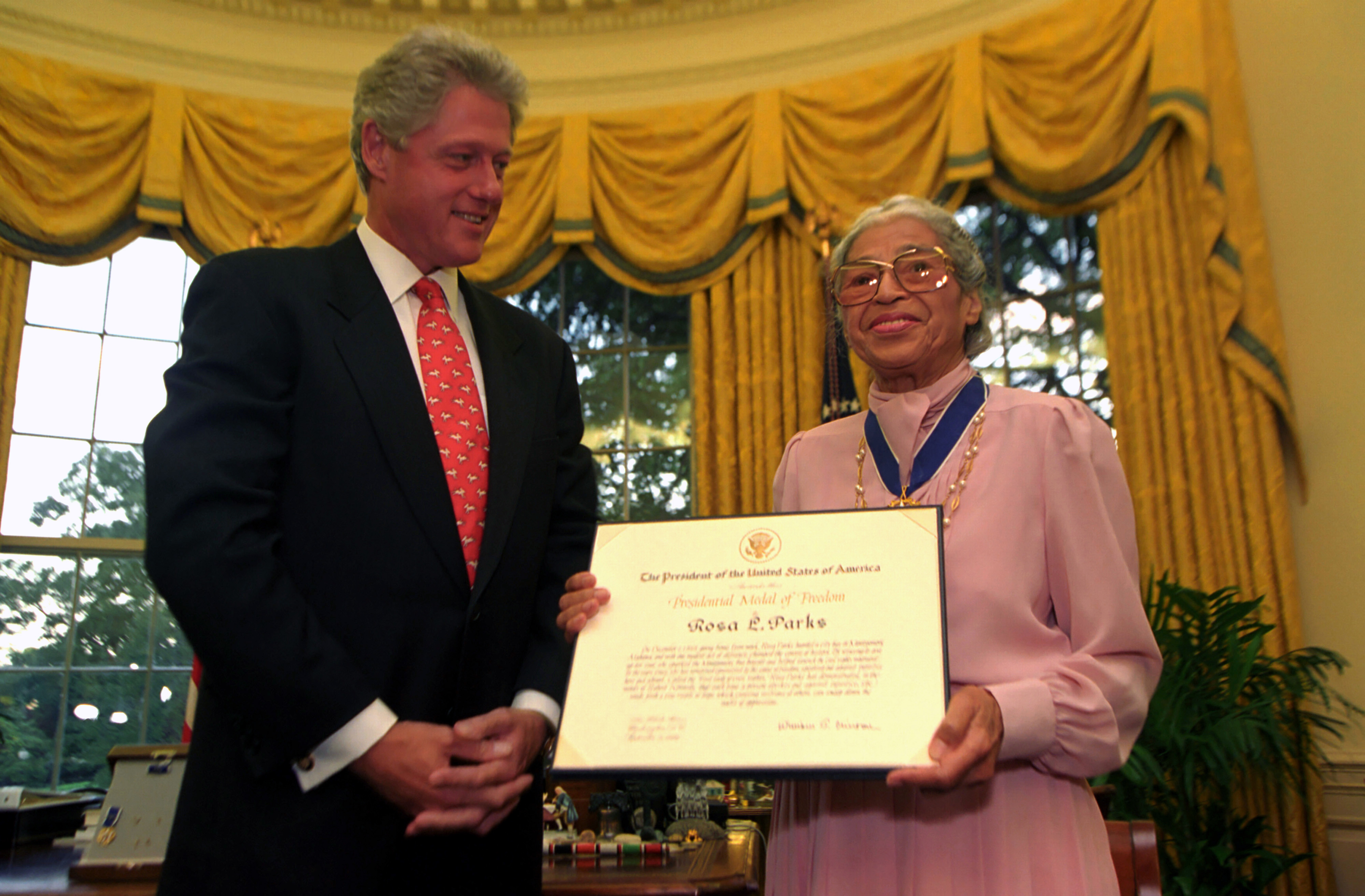
Rosa Parks erhöll frihetsmedaljen i ovala rummet, 13 september 1996.

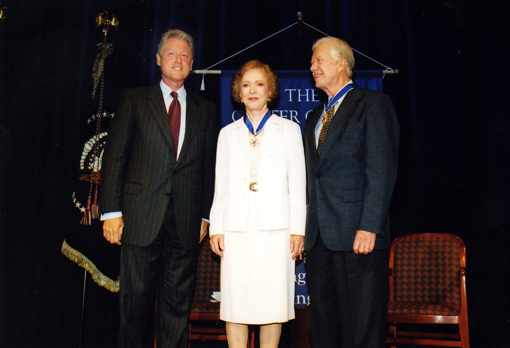
Både Jimmy Carter och hustrun Rosalynn tilldelades varsin frihetsmedaj av Bill Clinton, 9 augusti 1999.

Bill Clinton delade ut 110 medaljer mellan 1993 och 2001.
| Mottagare                | År   | Notering                                       | Ref.         |
| ------------------------ | ---- | ---------------------------------------------- | ------------ |
| Arthur Ashe †            | 1993 |                                                |              |
| William J. Brennan Jr.   | 1993 |                                                |              |
| Marjory Stoneman Douglas | 1993 |                                                |              |
| J. William Fulbright     | 1993 |                                                |              |
| Thurgood Marshall †      | 1993 |                                                |              |
| Colin Powell             | 1993 | Presidential Medal of Freedom with Distinction | [ 40 ] [ 3 ] |
| Joseph L. Rauh Jr. †     | 1993 |                                                |              |
| Martha Raye              | 1993 |                                                | [ 41 ]       |
| John Minor Wisdom        | 1993 |                                                |              |
| Herbert L. Block         | 1994 |                                                |              |
| Cesar Chavez †           | 1994 |                                                |              |
| Arthur Sherwood Flemming | 1994 |                                                |              |
| James P. Grant           | 1994 |                                                |              |
| Dorothy Height           | 1994 |                                                |              |
| Barbara Jordan           | 1994 |                                                |              |
| Lane Kirkland            | 1994 |                                                |              |
| Robert H. Michel         | 1994 |                                                |              |
| Sargent Shriver          | 1994 |                                                |              |
| Peggy Charren            | 1995 |                                                | [ 41 ]       |
| William T. Coleman Jr.   | 1995 |                                                |              |
| John Hope Franklin       | 1995 |                                                |              |
| Joan Ganz Cooney         | 1995 |                                                | [ 41 ]       |
| A. Leon Higginbotham Jr. | 1995 |                                                |              |
| Frank Minis Johnson      | 1995 |                                                |              |
| C. Everett Koop          | 1995 |                                                |              |
| Gaylord Nelson           | 1995 |                                                |              |
| Walter Reuther †         | 1995 |                                                |              |
| James Rouse              | 1995 |                                                |              |
| Willie Velasquez †       | 1995 |                                                |              |
| Lew Wasserman            | 1995 |                                                | [ 41 ]       |
| Joseph Bernardin         | 1996 |                                                |              |
| James Brady              | 1996 |                                                |              |
| Millard Fuller           | 1996 |                                                |              |
| David A. Hamburg         | 1996 |                                                |              |
| John H. Johnson          | 1996 |                                                |              |
| Eugene Lang              | 1996 |                                                |              |
| Jan Nowak-Jeziorański    | 1996 |                                                |              |
| Antonia Pantoja          | 1996 |                                                |              |
| Rosa Parks               | 1996 |                                                |              |
| Ginetta Sagan            | 1996 |                                                |              |
| Mo Udall                 | 1996 |                                                |              |
| Bob Dole                 | 1997 |                                                |              |
| William Perry            | 1997 |                                                |              |
| John Shalikashvili       | 1997 |                                                |              |
| Arnold Aronson           | 1998 |                                                |              |
| Brooke Astor             | 1998 |                                                |              |
| Robert Coles             | 1998 |                                                |              |
| Justin Dart Jr.          | 1998 |                                                |              |
| James Farmer             | 1998 |                                                |              |
| Dante Fascell            | 1998 |                                                |              |
| Zachary Fisher           | 1998 |                                                |              |
| Frances Hesselbein       | 1998 |                                                |              |
| Fred Korematsu           | 1998 |                                                |              |
| Sol Linowitz             | 1998 |                                                |              |
| Wilma Mankiller          | 1998 |                                                | [ 42 ]       |
| Margaret Murie           | 1998 |                                                |              |
| Mario G. Obledo          | 1998 |                                                |              |
| Elliot Richardson        | 1998 |                                                |              |
| David Rockefeller        | 1998 |                                                |              |
| Albert Shanker †         | 1998 |                                                |              |
| Elmo Zumwalt             | 1998 |                                                |              |
| Lloyd Bentsen            | 1999 |                                                |              |
| Edgar Bronfman Sr.       | 1999 |                                                |              |
| Jimmy Carter             | 1999 |                                                | [ 41 ]       |
| Rosalynn Carter          | 1999 |                                                | [ 41 ]       |
| Evelyn Dubrow            | 1999 |                                                |              |
| Isolina Ferré            | 1999 |                                                | [ 41 ]       |
| Gerald Ford              | 1999 |                                                | [ 41 ]       |
| Oliver Hill              | 1999 |                                                |              |
| Max Kampelman            | 1999 |                                                |              |
| Helmut Kohl              | 1999 |                                                |              |
| George J. Mitchell       | 1999 |                                                |              |
| Edgar Wayburn            | 1999 |                                                |              |
| James E. Burke           | 2000 |                                                |              |
| John Chafee †            | 2000 |                                                |              |
| Wesley Clark             | 2000 |                                                |              |
| William J. Crowe         | 2000 |                                                |              |
| Marian Wright Edelman    | 2000 |                                                | [ 43 ]       |
| John Kenneth Galbraith   | 2000 |                                                |              |
| George G. Higgins        | 2000 |                                                |              |
| Jesse Jackson            | 2000 |                                                |              |
| Mildred Jeffrey          | 2000 |                                                |              |
| Mathilde Krim            | 2000 |                                                |              |
| George McGovern          | 2000 |                                                |              |
| Daniel Patrick Moynihan  | 2000 |                                                |              |
| Cruz Reynoso             | 2000 |                                                |              |
| Aung San Suu Kyi         | 2000 |                                                |              |
| Gardner C. Taylor        | 2000 |                                                | [ 41 ]       |
| Simon Wiesenthal         | 2000 |                                                |              |

### Utdelade av George W. Bush

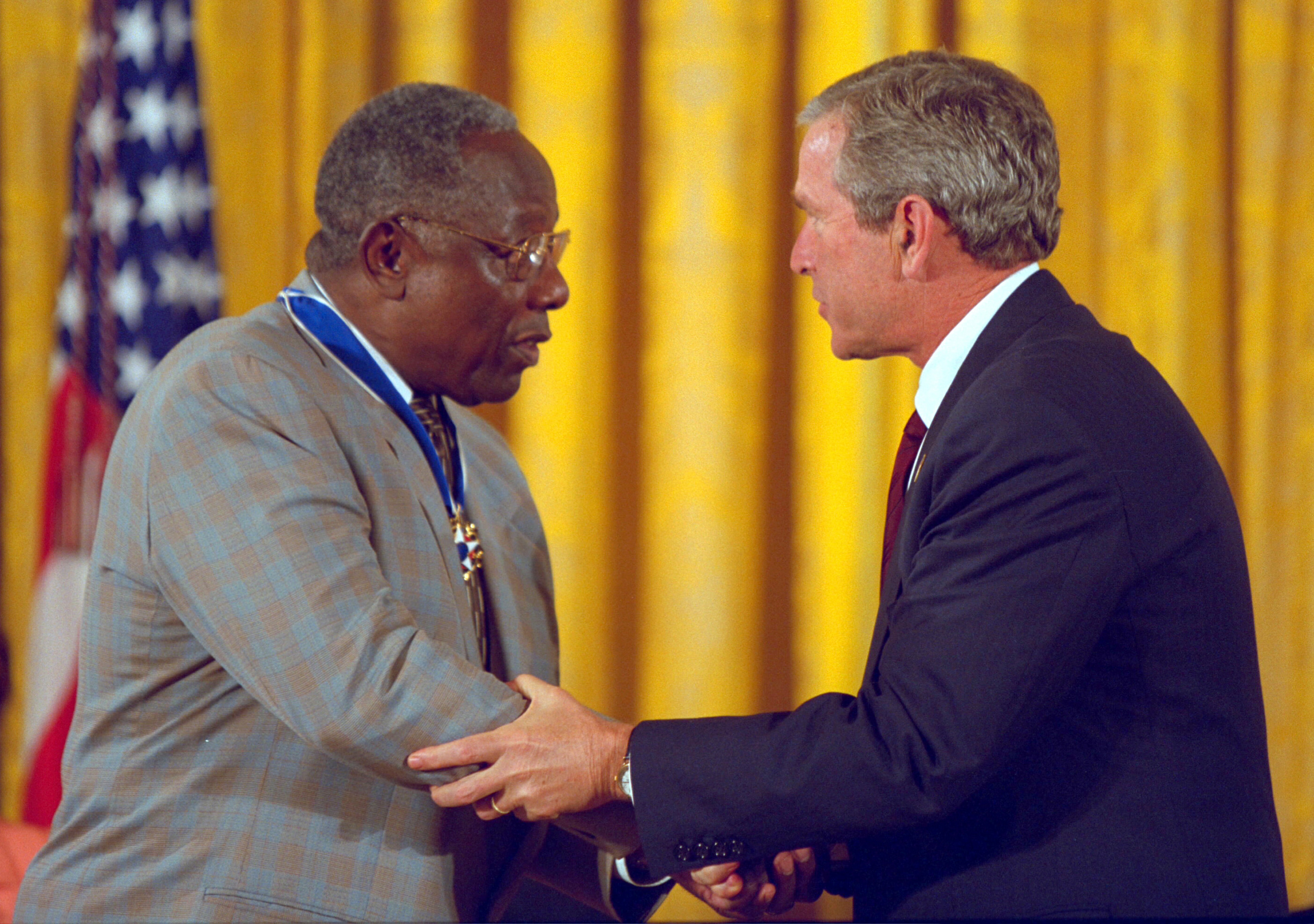
Basebollspelaren Hank Aaron var bland de första att erhålla medaljen under George W. Bushs presidentskap, 9 juli 2002.

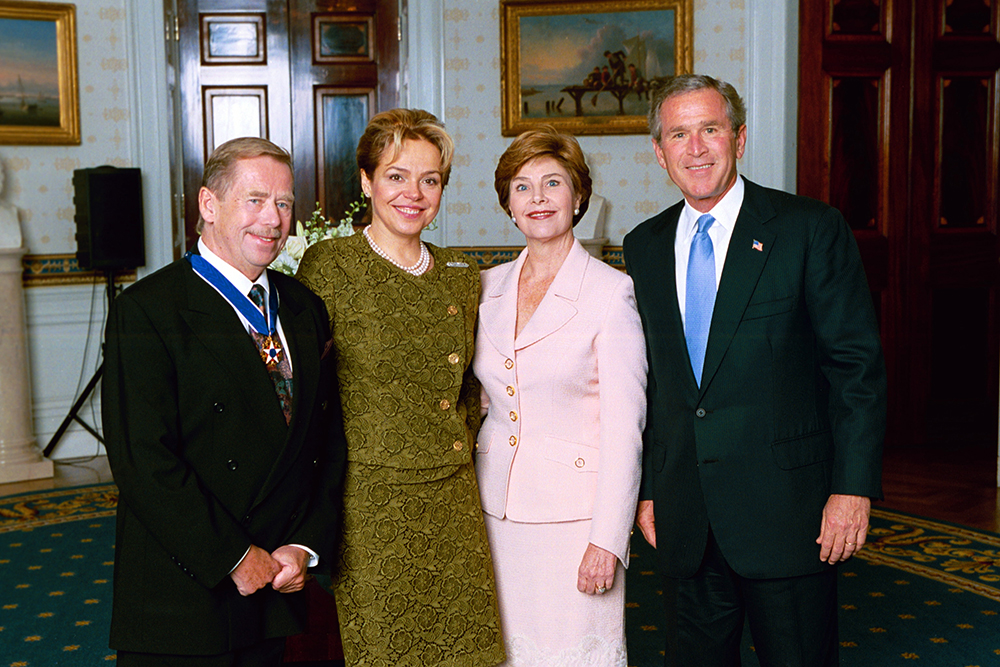
Tjeckiens tidigare president Vaclav Havel erhöll frihetsmedaljen från president Bush, 23 juli 2003.

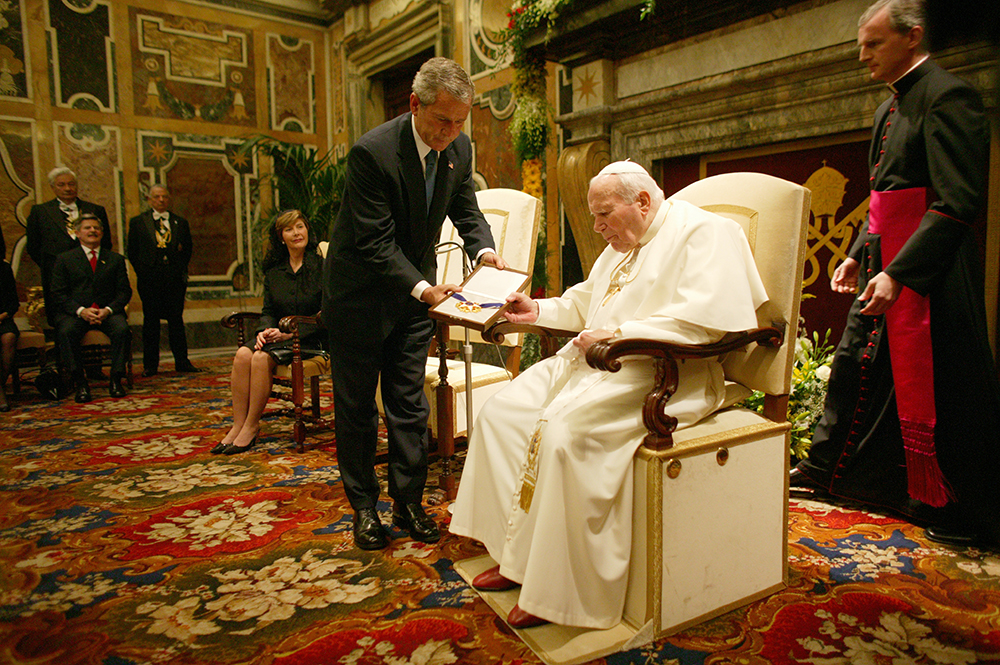
George W. Bush tilldelade påven Johannes Paulus II frihetsmedaljen vid en audiens i Vatikanen, 4 juni 2004.

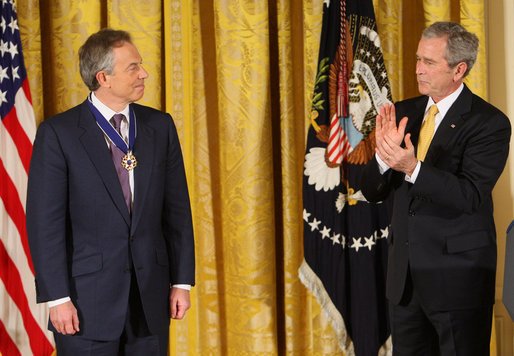
Storbritanniens tidigare premiärminister Tony Blair gavs frihetsmedaljen av George W. Bush, 13 januari 2009.

George W. Bush delade ut 85 medaljer mellan 2001 och 2009.
| Mottagare                  | År   | Notering                                       | Ref.         |
| -------------------------- | ---- | ---------------------------------------------- | ------------ |
| Hank Aaron                 | 2002 |                                                |              |
| Bill Cosby                 | 2002 |                                                | [ 41 ]       |
| Plácido Domingo            | 2002 |                                                |              |
| Peter Drucker              | 2002 |                                                |              |
| Katharine Graham †         | 2002 |                                                |              |
| Donald Henderson           | 2002 |                                                |              |
| Irving Kristol             | 2002 |                                                |              |
| Nelson Mandela             | 2002 |                                                |              |
| Gordon Moore               | 2002 |                                                | [ 44 ]       |
| Nancy Reagan               | 2002 |                                                | [ 41 ]       |
| Fred Rogers                | 2002 |                                                | [ 41 ]       |
| A. M. Rosenthal            | 2002 |                                                |              |
| Robert Bartley             | 2003 |                                                |              |
| Jacques Barzun             | 2003 |                                                |              |
| Julia Child                | 2003 |                                                |              |
| Roberto Clemente †         | 2003 |                                                |              |
| Van Cliburn                | 2003 |                                                |              |
| Václav Havel               | 2003 |                                                |              |
| Charlton Heston            | 2003 |                                                | [ 41 ]       |
| George Robertson           | 2003 |                                                |              |
| Edward Teller              | 2003 |                                                |              |
| Dave Thomas †              | 2003 |                                                |              |
| Byron White †              | 2003 |                                                | [ 45 ]       |
| James Q. Wilson            | 2003 |                                                |              |
| John Wooden                | 2003 |                                                |              |
| Paul Bremer                | 2004 |                                                |              |
| Edward Brooke              | 2004 |                                                |              |
| Doris Day                  | 2004 |                                                | [ 41 ]       |
| Tommy Franks               | 2004 |                                                |              |
| Vartan Gregorian           | 2004 |                                                |              |
| Gordon B. Hinckley         | 2004 |                                                | [ 41 ]       |
| Johannes Paulus II         | 2004 | Presidential Medal of Freedom with Distinction | [ 41 ] [ 3 ] |
| Estée Lauder               | 2004 |                                                |              |
| Gilbert Melville Grosvenor | 2004 |                                                |              |
| Rita Moreno                | 2004 |                                                | [ 41 ]       |
| Arnold Palmer              | 2004 |                                                |              |
| Arnall Patz                | 2004 |                                                |              |
| Norman Podhoretz           | 2004 |                                                |              |
| George Tenet               | 2004 |                                                |              |
| Walter Wriston             | 2004 |                                                |              |
| Muhammad Ali               | 2005 |                                                |              |
| Carol Burnett              | 2005 |                                                | [ 41 ]       |
| Vint Cerf                  | 2005 |                                                | [ 46 ]       |
| Robert Conquest            | 2005 |                                                |              |
| Aretha Franklin            | 2005 |                                                |              |
| Alan Greenspan             | 2005 |                                                |              |
| Andy Griffith              | 2005 |                                                | [ 41 ]       |
| Paul Harvey                | 2005 |                                                | [ 41 ]       |
| Bob Kahn                   | 2005 |                                                | [ 47 ]       |
| Sonny Montgomery           | 2005 |                                                |              |
| Richard Myers              | 2005 |                                                |              |
| Jack Nicklaus              | 2005 |                                                |              |
| Frank Robinson             | 2005 |                                                |              |
| Paul Rusesabagina          | 2005 |                                                |              |
| Ruth Johnson Colvin        | 2006 |                                                | [ 48 ]       |
| Norman Francis             | 2006 |                                                | [ 48 ]       |
| Paul Johnson               | 2006 |                                                | [ 48 ]       |
| B.B. King                  | 2006 |                                                | [ 48 ]       |
| Joshua Lederberg           | 2006 |                                                | [ 48 ]       |
| David McCullough           | 2006 |                                                | [ 48 ]       |
| Norman Mineta              | 2006 |                                                | [ 48 ]       |
| Buck O'Neil †              | 2006 |                                                | [ 48 ]       |
| William Safire             | 2006 |                                                | [ 48 ]       |
| Natan Sharansky            | 2006 |                                                | [ 48 ]       |
| Gary Becker                | 2007 |                                                |              |
| Óscar Elías Biscet         | 2007 |                                                |              |
| Francis Collins            | 2007 |                                                |              |
| Benjamin Hooks             | 2007 |                                                |              |
| Henry Hyde                 | 2007 |                                                |              |
| Brian Lamb                 | 2007 |                                                | [ 41 ]       |
| Harper Lee                 | 2007 |                                                |              |
| Ellen Johnson Sirleaf      | 2007 |                                                |              |
| Ben Carson                 | 2008 |                                                | [ 49 ]       |
| Anthony Fauci              | 2008 |                                                | [ 49 ]       |
| Tom Lantos                 | 2008 |                                                | [ 49 ]       |
| Peter Pace                 | 2008 |                                                | [ 49 ]       |
| Donna Shalala              | 2008 |                                                | [ 49 ]       |
| Laurence Silberman         | 2008 |                                                | [ 49 ]       |
| Tony Blair                 | 2009 |                                                | [ 50 ]       |
| Ryan Crocker               | 2009 |                                                | [ 51 ]       |
| John Howard                | 2009 |                                                |              |
| Álvaro Uribe               | 2009 |                                                |              |

### Utdelade av Barack Obama

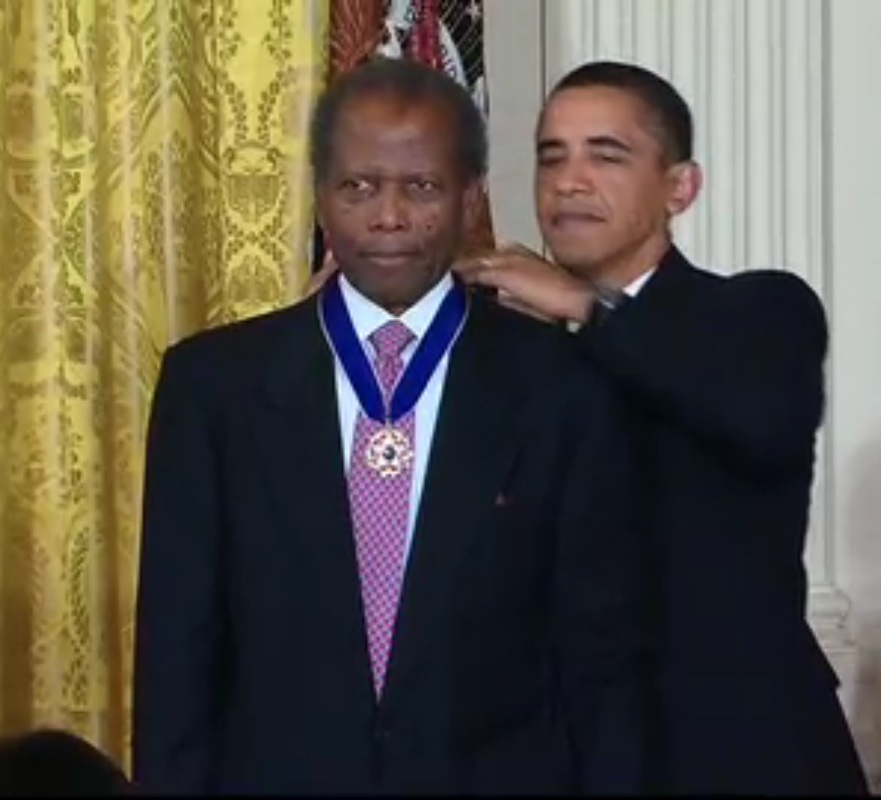
Skådespelaren Sidney Poitier erhöll Presidentens Frihetsmedalj 2009 av president Barack Obama.

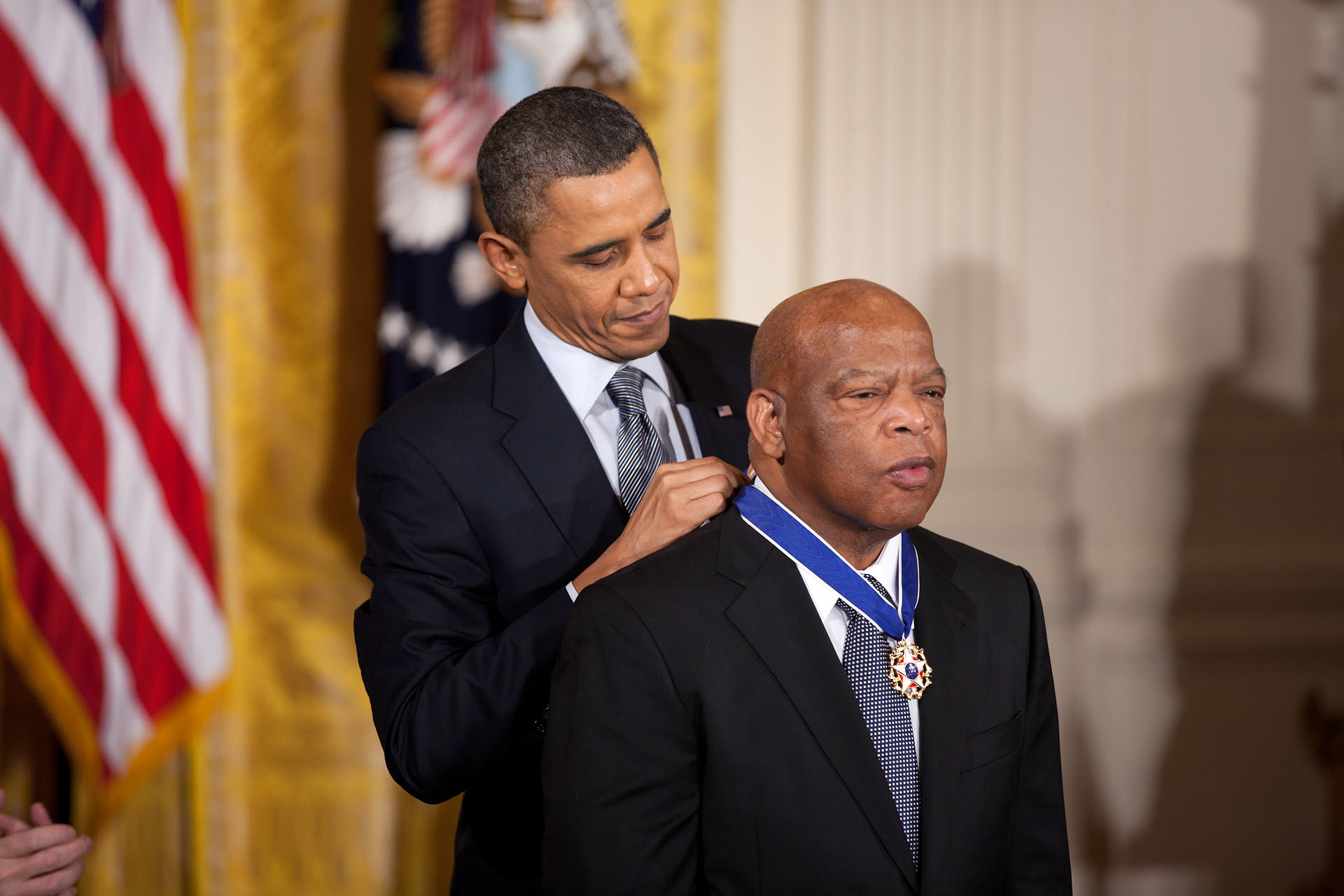
Politikern och aktivisten John Lewis, 15 februari 2010.

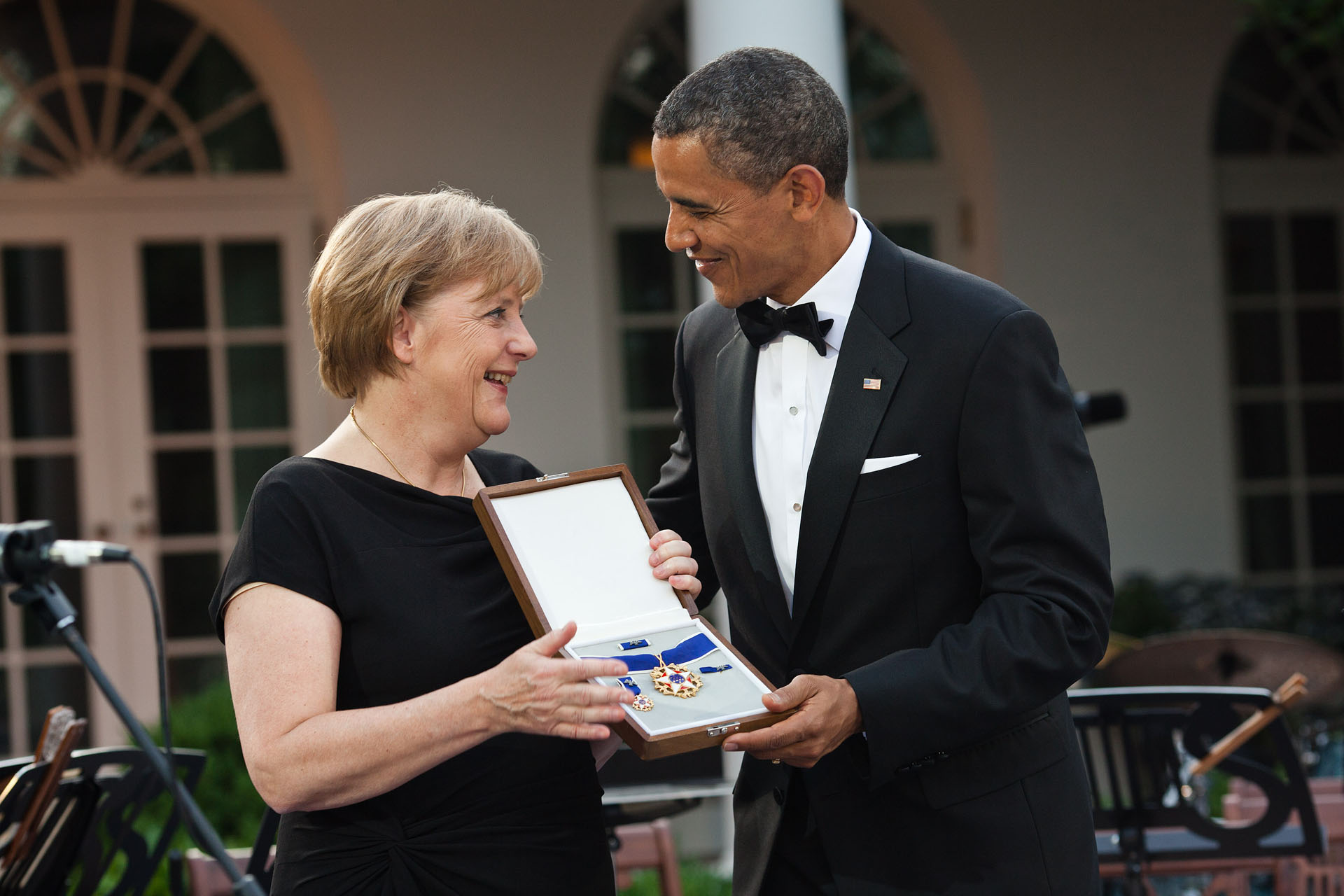
Tysklands förbundskansler Angela Merkel fick frihetsmedaljen i från president Obama samband med ett officiellt besök i Vita huset.

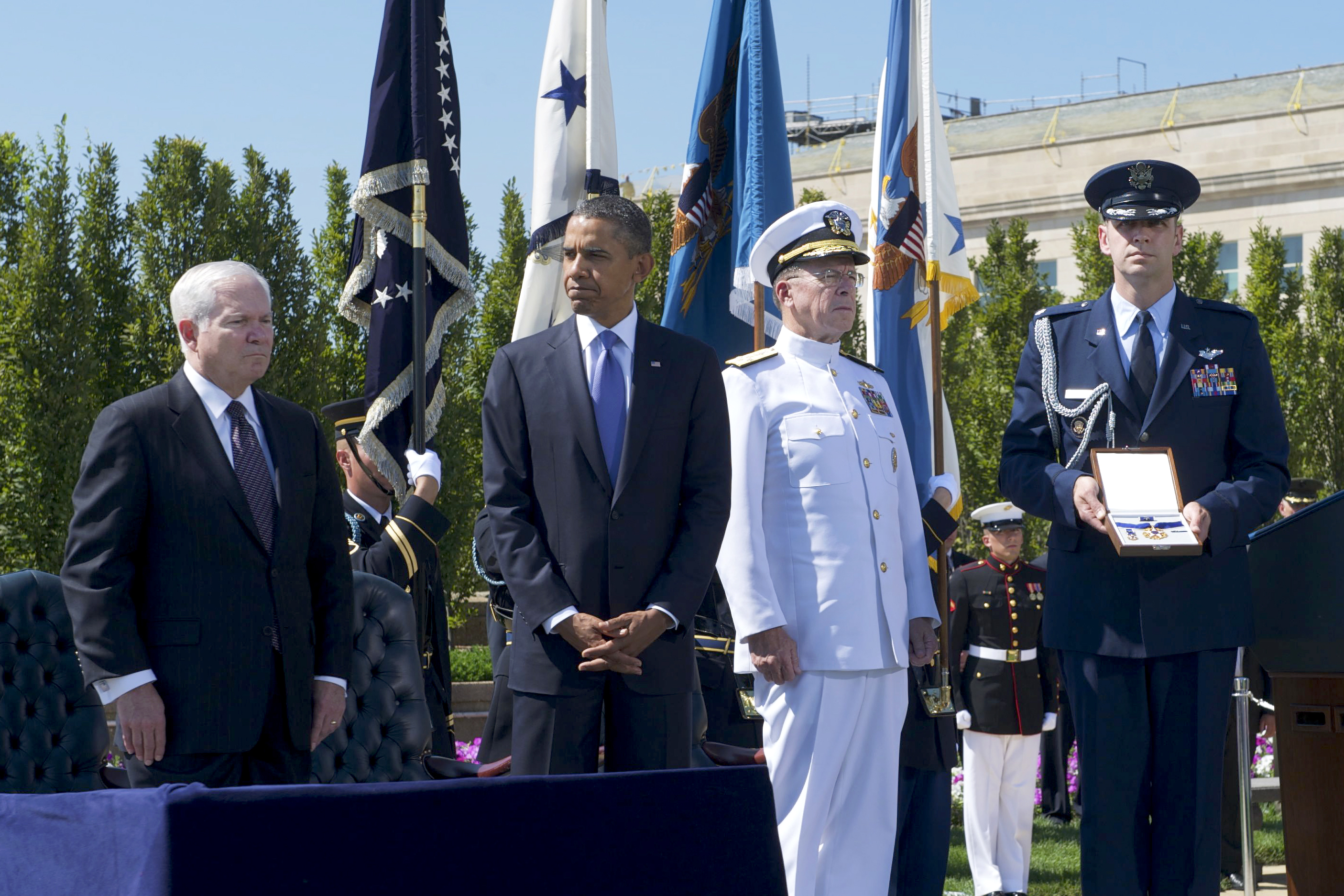
USA:s försvarsminister Robert Gates erhöll frihetsmedaljen under avtackningsceremonin utanför Pentagon, 30 juni 2011.

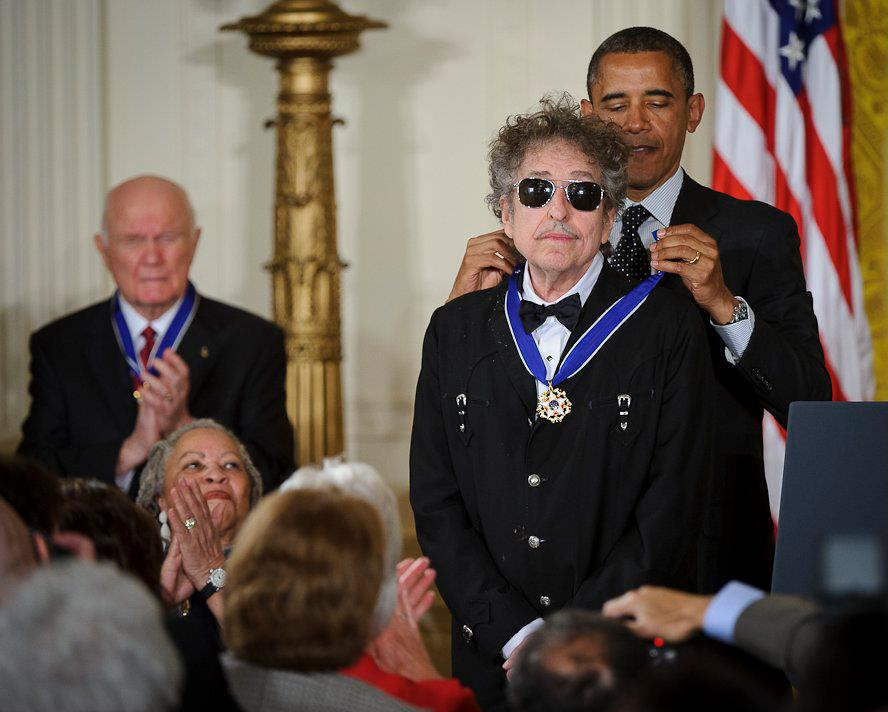
Bob Dylan, 29 maj 2012.

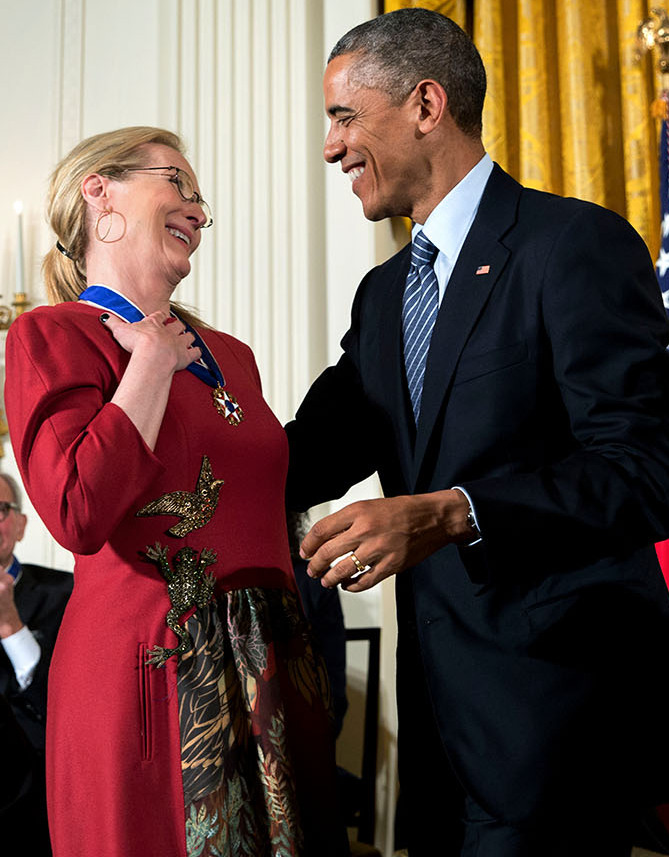
Barck Obama utdelade frihetsmedlajen till Meryl Streep, 24 november 2014.

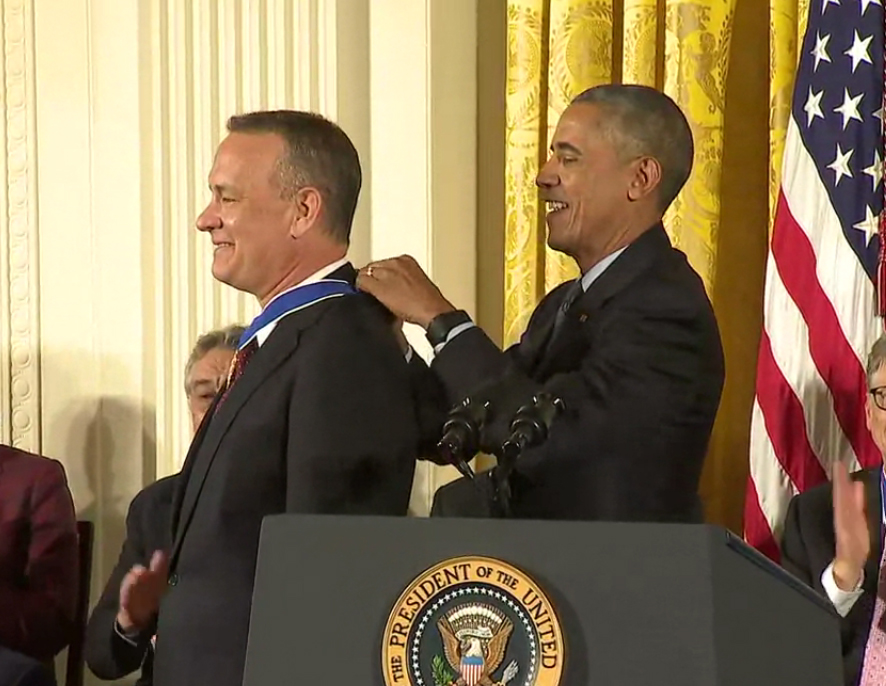
Tom Hanks fick frihetsmedaljen, 22 november 2016.

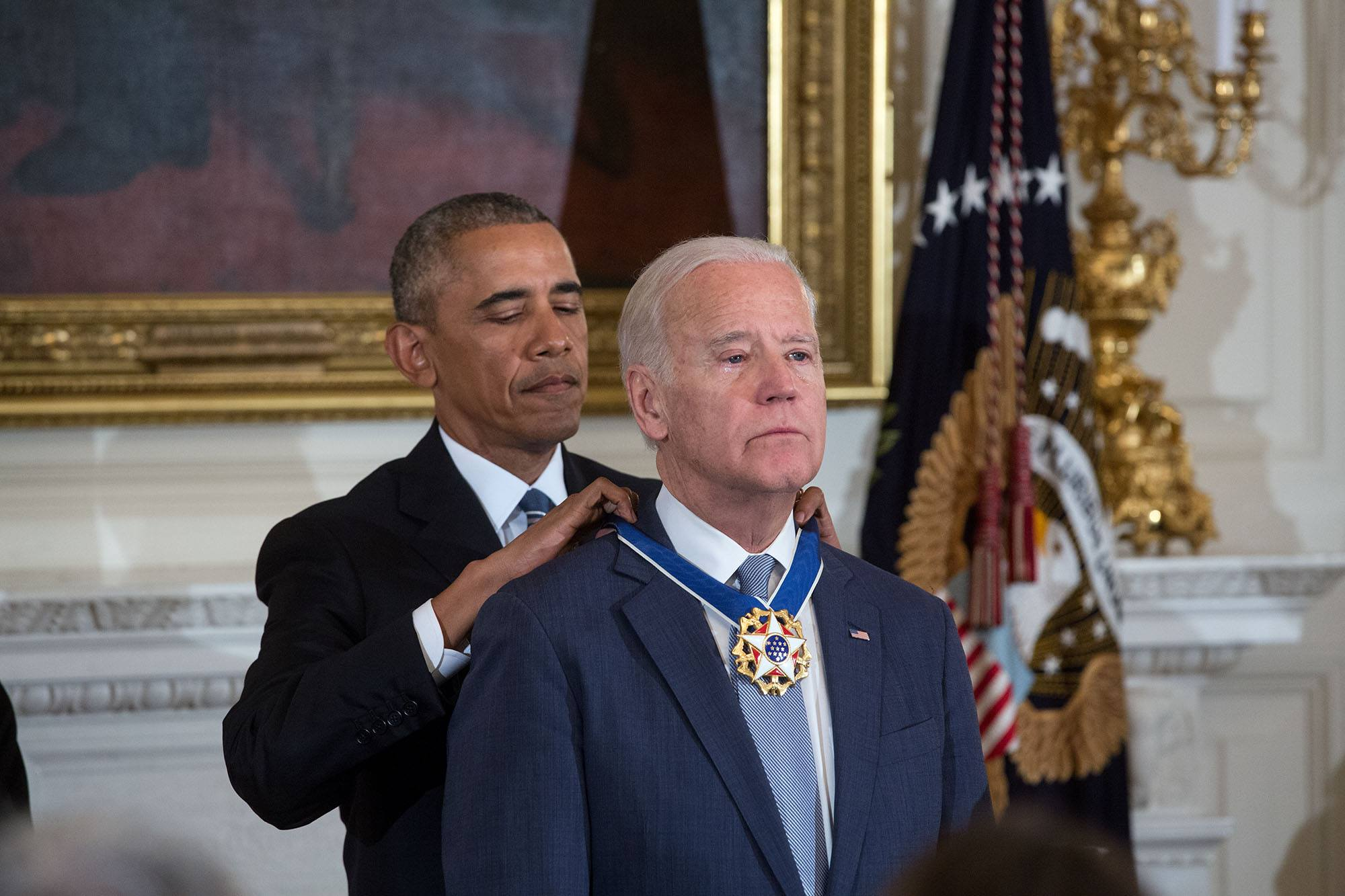
USA:s vicepresident Joe Biden blev den siste som Obama tilldelande frhetsmedaljen under sina två mandatperioder som president.

Barack Obama delade ut 118 medaljer mellan 2009 och 2017.
| Mottagare             | År   | Notering                                       | Ref.                |
| --------------------- | ---- | ---------------------------------------------- | ------------------- |
| Nancy Brinker         | 2009 |                                                | [ 52 ]              |
| Joe Medicine Crow     | 2009 |                                                | [ 53 ]              |
| Pedro José Greer      | 2009 |                                                | [ 53 ]              |
| Stephen Hawking       | 2009 |                                                | [ 53 ]              |
| Jack Kemp †           | 2009 |                                                | [ 53 ]              |
| Ted Kennedy           | 2009 |                                                | [ 53 ]              |
| Billie Jean King      | 2009 |                                                | [ 53 ]              |
| Joseph Lowery         | 2009 |                                                | [ 53 ]              |
| Harvey Milk †         | 2009 |                                                | [ 53 ]              |
| Sandra Day O'Connor   | 2009 |                                                | [ 54 ]              |
| Sidney Poitier        | 2009 |                                                | [ 41 ]              |
| Chita Rivera          | 2009 |                                                | [ 53 ]              |
| Mary Robinson         | 2009 |                                                | [ 53 ]              |
| Janet Rowley          | 2009 |                                                | [ 53 ]              |
| Desmond Tutu          | 2009 |                                                | [ 53 ]              |
| Muhammad Yunus        | 2009 |                                                |                     |
| John H. Adams         | 2011 |                                                | [ 55 ]              |
| Maya Angelou          | 2011 |                                                | [ 55 ]              |
| Warren Buffett        | 2011 |                                                | [ 55 ]              |
| George H. W. Bush     | 2011 |                                                | [ 55 ]              |
| Robert Gates          | 2011 |                                                |                     |
| Jasper Johns          | 2011 |                                                | [ 55 ]              |
| John Lewis            | 2011 |                                                | [ 55 ]              |
| Tom Little †          | 2011 |                                                | [ 55 ]              |
| Yo-Yo Ma              | 2011 |                                                | [ 55 ]              |
| Sylvia Mendez         | 2011 |                                                | [ 55 ]              |
| Angela Merkel         | 2011 |                                                | [ 55 ]              |
| Stan Musial           | 2011 |                                                | [ 55 ]              |
| Bill Russell          | 2011 |                                                | [ 55 ]              |
| Jean Kennedy Smith    | 2011 |                                                | [ 55 ]              |
| John J. Sweeney       | 2011 |                                                | [ 55 ]              |
| Gerda Weissmann Klein | 2011 |                                                | [ 55 ]              |
| Madeleine Albright    | 2012 |                                                | [ 56 ]              |
| Bob Dylan             | 2012 |                                                | [ 56 ]              |
| William Foege         | 2012 |                                                | [ 56 ]              |
| John Glenn            | 2012 |                                                | [ 56 ]              |
| Juliette Gordon Low † | 2012 |                                                | [ 56 ]              |
| Gordon Hirabayashi †  | 2012 |                                                | [ 56 ]              |
| Dolores Huerta        | 2012 |                                                | [ 56 ]              |
| Jan Karski †          | 2012 |                                                | [ 56 ]              |
| Toni Morrison         | 2012 |                                                | [ 56 ]              |
| Shimon Peres          | 2012 |                                                | [ 56 ]              |
| John Paul Stevens     | 2012 |                                                | [ 56 ]              |
| Pat Summitt           | 2012 |                                                | [ 56 ]              |
| Patricia Wald         | 2012 |                                                | [ 56 ]              |
| Ernie Banks           | 2013 |                                                | [ 57 ]              |
| Ben Bradlee           | 2013 |                                                | [ 57 ]              |
| Bill Clinton          | 2013 |                                                | [ 57 ]              |
| John Doar             | 2013 |                                                | [ 57 ]              |
| Daniel Inouye †       | 2013 |                                                | [ 57 ]              |
| Daniel Kahneman       | 2013 |                                                | [ 57 ]              |
| Richard Lugar         | 2013 |                                                | [ 57 ]              |
| Loretta Lynn          | 2013 |                                                | [ 57 ]              |
| Mario J. Molina       | 2013 |                                                | [ 57 ]              |
| Sally Ride †          | 2013 |                                                | [ 58 ]              |
| Bayard Rustin †       | 2013 |                                                | [ 57 ]              |
| Arturo Sandoval       | 2013 |                                                | [ 57 ]              |
| Dean Smith            | 2013 |                                                | [ 57 ]              |
| Gloria Steinem        | 2013 |                                                | [ 57 ]              |
| C. T. Vivian          | 2013 |                                                | [ 57 ]              |
| Oprah Winfrey         | 2013 |                                                | [ 57 ]              |
| Alvin Ailey †         | 2014 |                                                | [ 59 ]              |
| Isabel Allende        | 2014 |                                                | [ 59 ]              |
| Tom Brokaw            | 2014 |                                                | [ 59 ]              |
| James Chaney †        | 2014 |                                                | [ 59 ]              |
| John Dingell          | 2014 |                                                |                     |
| Mildred Dresselhaus   | 2014 |                                                |                     |
| Andrew Goodman †      | 2014 |                                                | [ 59 ]              |
| Ethel Kennedy         | 2014 |                                                | [ 59 ]              |
| Abner Mikva           | 2014 |                                                |                     |
| Patsy Mink            | 2014 |                                                |                     |
| Edward Roybal †       | 2014 |                                                |                     |
| Michael Schwerner †   | 2014 |                                                | [ 59 ]              |
| Suzan Shown Harjo     | 2014 |                                                | [ 59 ]              |
| Charlie Sifford       | 2014 |                                                | [ 59 ]              |
| Robert Solow          | 2014 |                                                | [ 59 ]              |
| Meryl Streep          | 2014 |                                                | [ 59 ]              |
| Marlo Thomas          | 2014 |                                                | [ 59 ]              |
| Stevie Wonder         | 2014 |                                                | [ 59 ]              |
| Yogi Berra †          | 2015 |                                                | [ 60 ]              |
| Bonnie Carroll        | 2015 |                                                | [ 60 ]              |
| Shirley Chisholm †    | 2015 |                                                | [ 60 ]              |
| Emilio Estefan        | 2015 |                                                | [ 60 ]              |
| Gloria Estefan        | 2015 |                                                | [ 60 ]              |
| Billy Frank Jr. †     | 2015 |                                                | [ 60 ]              |
| Lee H. Hamilton       | 2015 |                                                | [ 60 ]              |
| Katherine Johnson     | 2015 |                                                | [ 60 ]              |
| Willie Mays           | 2015 |                                                | [ 60 ]              |
| Barbara Mikulski      | 2015 |                                                | [ 60 ]              |
| Itzhak Perlman        | 2015 |                                                | [ 60 ]              |
| William Ruckelshaus   | 2015 |                                                | [ 60 ]              |
| Stephen Sondheim      | 2015 |                                                | [ 60 ]              |
| Steven Spielberg      | 2015 |                                                | [ 60 ]              |
| Barbra Streisand      | 2015 |                                                | [ 60 ]              |
| James Taylor          | 2015 |                                                | [ 60 ]              |
| Minoru Yasui †        | 2015 |                                                | [ 60 ]              |
| Kareem Abdul-Jabbar   | 2016 |                                                | [ 61 ]              |
| Elouise P. Cobell †   | 2016 |                                                | [ 61 ]              |
| Robert De Niro        | 2016 |                                                | [ 61 ]              |
| Ellen DeGeneres       | 2016 |                                                | [ 61 ]              |
| Richard Garwin        | 2016 |                                                | [ 61 ]              |
| Bill Gates            | 2016 |                                                | [ 61 ]              |
| Melinda Gates         | 2016 |                                                | [ 61 ]              |
| Frank Gehry           | 2016 |                                                | [ 61 ]              |
| Margaret Hamilton     | 2016 |                                                | [ 61 ]              |
| Tom Hanks             | 2016 |                                                | [ 61 ]              |
| Grace Hopper †        | 2016 |                                                | [ 61 ]              |
| Michael Jordan        | 2016 |                                                | [ 61 ]              |
| Maya Lin              | 2016 |                                                | [ 61 ]              |
| Lorne Michaels        | 2016 |                                                | [ 61 ]              |
| Newton N. Minow       | 2016 |                                                | [ 61 ]              |
| Eduardo J. Padrón     | 2016 |                                                | [ 61 ]              |
| Robert Redford        | 2016 |                                                | [ 61 ]              |
| Diana Ross            | 2016 |                                                | [ 61 ]              |
| Vin Scully            | 2016 |                                                | [ 61 ]              |
| Bruce Springsteen     | 2016 |                                                | [ 61 ]              |
| Cicely Tyson          | 2016 |                                                | [ 61 ]              |
| Joe Biden             | 2017 | Presidential Medal of Freedom with Distinction | [ 62 ] [ 63 ] [ 3 ] |

### Utdelade av Donald Trump

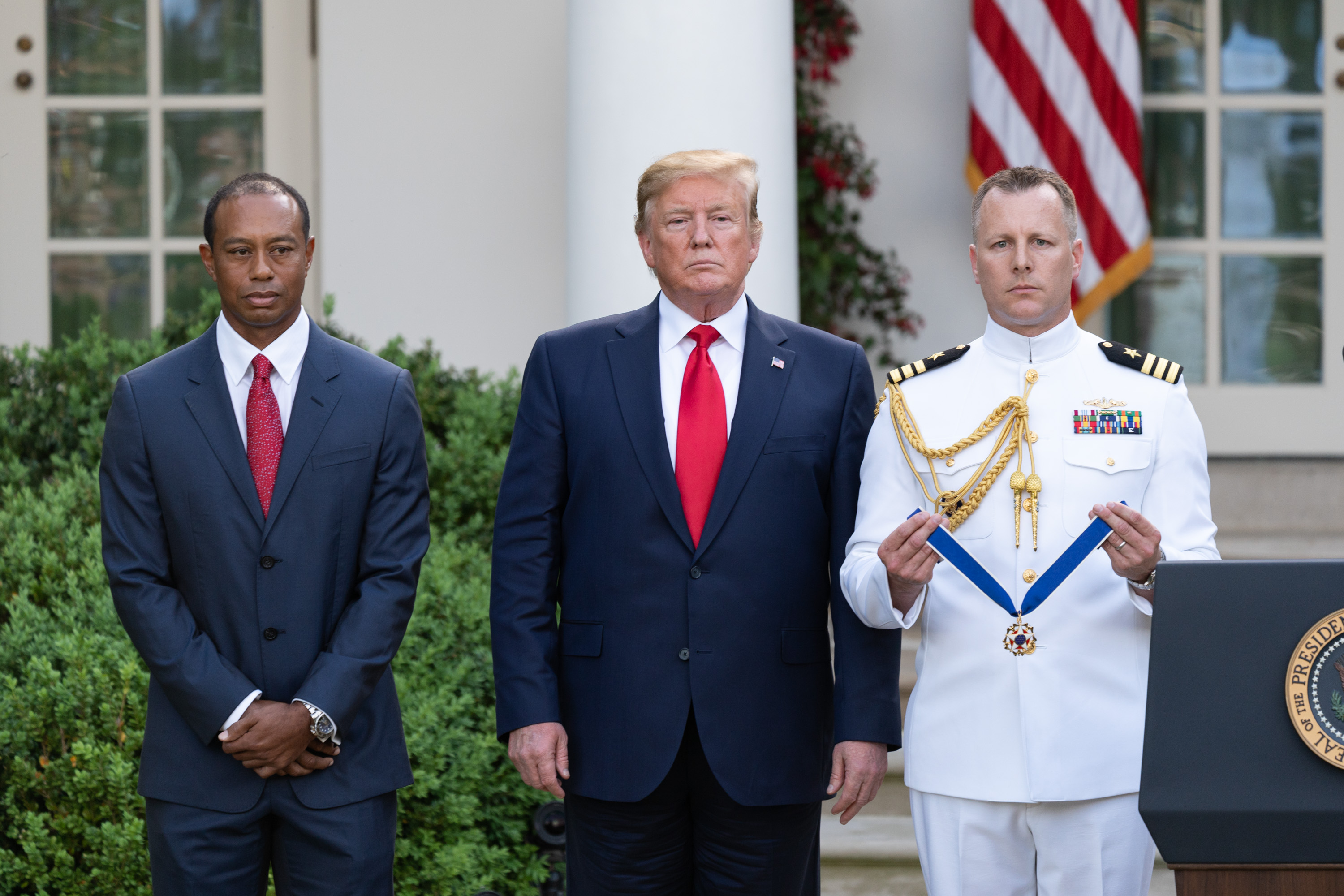
Tiger Woods tog emot frihetsmedaljen från Donald Trump, 6 maj 2019.

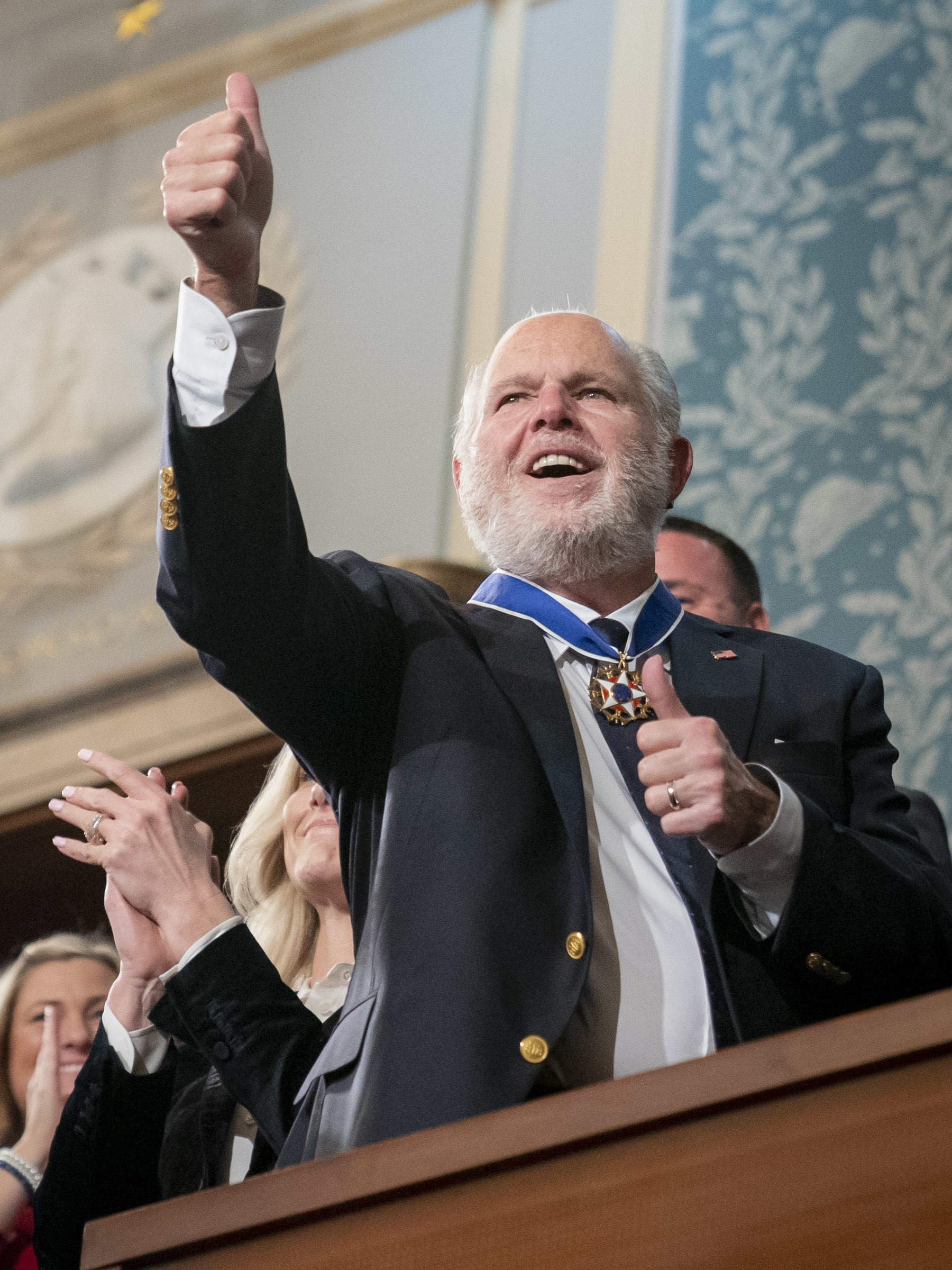
Radioprataren Rush Limbaugh med frihetsmedaljen på representanthusets åhörarläktare under presidents Trumps State of the Union, 4 februari 2020.

Donald Trump delade ut 23 medaljer mellan 2017 och 2021. 
| Mottagare                 | År   | Notering | Ref.   |
| ------------------------- | ---- | -------- | ------ |
| Miriam Adelson            | 2018 |          | [ 64 ] |
| Orrin Hatch               | 2018 |          | [ 64 ] |
| Alan Page                 | 2018 |          | [ 64 ] |
| Elvis Presley †           | 2018 |          | [ 64 ] |
| Babe Ruth †               | 2018 |          | [ 64 ] |
| Antonin Scalia †          | 2018 |          | [ 64 ] |
| Roger Staubach            | 2018 |          | [ 64 ] |
| Bob Cousy                 | 2019 |          | [ 65 ] |
| Arthur Laffer             | 2019 |          | [ 66 ] |
| Edwin Meese               | 2019 |          | [ 67 ] |
| Roger Penske              | 2019 |          | [ 68 ] |
| Mariano Rivera            | 2019 |          | [ 69 ] |
| Jerry West                | 2019 |          | [ 70 ] |
| Tiger Woods               | 2019 |          | [ 71 ] |
| Dan Gable                 | 2020 |          | [ 72 ] |
| Lou Holtz                 | 2020 |          | [ 73 ] |
| Jack Keane                | 2020 |          | [ 74 ] |
| Rush Limbaugh             | 2020 |          | [ 75 ] |
| Jim Ryun                  | 2020 |          | [ 76 ] |
| Babe Didrikson Zaharias † | 2021 |          | [ 77 ] |
| Devin Nunes               | 2021 |          | [ 78 ] |
| Gary Player               | 2021 |          | [ 77 ] |
| Annika Sörenstam          | 2021 |          | [ 77 ] |

### Utdelade av Joe Biden
| Mottagare | År | Notering | Ref. |
| --------- | -- | -------- | ---- |